# 日本サッカー協会
公益財団法人日本サッカー協会（にほんサッカーきょうかい、英語: Japan Football Association、JFA）は、日本のサッカー界を統括し代表する国内競技連盟。サッカー競技の普及および振興を図り、もって国民の心身の健全な発達に寄与することを目的とする。
日本プロサッカーリーグ（Jリーグ）や日本フットボールリーグ（JFL）、日本女子プロサッカーリーグ（WEリーグ）、日本女子サッカーリーグ（なでしこリーグ）の試合や天皇杯 JFA 全日本サッカー選手権大会、皇后杯 JFA 全日本女子サッカー選手権大会などの公式サッカー大会を主催する。プロフェッショナル・アマチュアの活動を一本化して管理している。
2012年4月1日より財団法人から公益財団法人へ移行し、文部科学省から完全に独立した。公益財団法人化のメリットなどの詳細も、JFA財務内容の項で後述する。

## 所在地
- 1921年9月10日 - 東京府京橋区宗十郎町（のちの中央区西銀座付近）岸清一法律事務所内体協事務所
大日本体育協会（のちの日本スポーツ協会）第2代会長岸清一の法律事務所内を間借り[4]。
- 1923年 - 東京府芝区伊血町 岸清一邸
関東大震災で移転[4]。
- 1925年 - 東京府京橋区宗十郎町 岸清一法律事務所内[4]
- 1931年 - 東京府市外高田町 鈴木重義自宅[4]
- 1932年 - 東京府芝区新橋　駒場ビル2階[4]
- 1941年 - 東京府神田駿河台 岸記念体育会館[4]

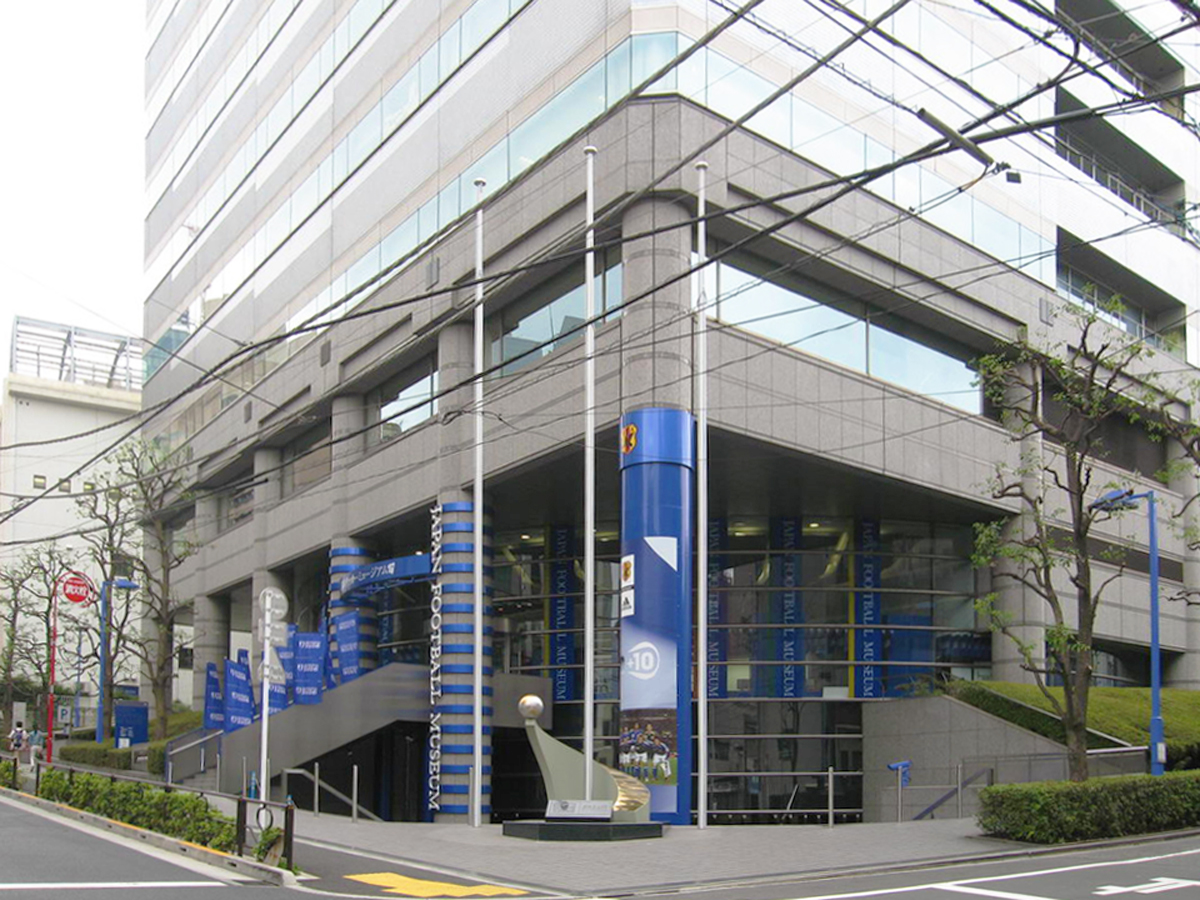
日本サッカー協会ビル

- 1964年 - 東京都渋谷区神南1-1-1 岸記念体育会館 岸記念体育会館が新築に伴い移転したため[4]。
- 1994年 - 東京都渋谷区道玄坂 五島育英会ビル2階[4]
- 1999年 - 東京都渋谷区道玄坂 渋谷野村ビル3階
年間賃料は1億円を超えていたという[4]。
- 2003年9月 - 東京都文京区本郷3丁目10番15号 日本サッカー協会ビル（JFAハウス）
日本サッカー協会自体がビルのオーナー[4][5]。
- 2023年6月26日 - 東京都文京区後楽1丁目4番18号 トヨタ東京ビル（4階 - 7階）[6][7]

## 概要
サッカーに関する上位組織としては国際サッカー連盟（FIFA）およびアジアサッカー連盟(AFC)にそれぞれ所属している。日本サッカー協会はアジアサッカー連盟(AFC)創設（1954年5月8日]）メンバーであり、創設年の10月にAFCに加盟している。また、上位組織ではないが、周辺7協会と共に2002年5月28日に東アジアサッカー連盟（EAFF）を創設し、同時に加盟している。オリンピック競技ないしはスポーツの一つとして国際オリンピック委員会（IOC） - 公益財団法人日本オリンピック委員会（JOC）・公益財団法人日本スポーツ協会にも所属する。日本サッカー協会の下位組織としては日本国内を大きくブロックに分けた9地域（北海道・東北・関東・北信越・東海・関西・中国・四国・九州）のサッカー協会と、各都道府県毎に置かれた46の都府県（北海道は地域の協会も兼ねる）サッカー協会を有し、国内トップリーグであるJリーグの1部（J1）所属チームから、社会人、学生チームなどのアマチュアチームに至るまで、必ずいずれかの都道府県サッカー協会に所属するかたちとなっている。
2002年10月、川淵三郎がキャプテン（川淵のみが在任中呼ばせたJFA会長職の呼称）就任後、日本サッカーの基盤強化を図るため、「JFAキッズプログラム」「JFAファミリーフットサルフェスティバル」など幼児期からの政策や、女子サッカーの強化などを盛り込んだ「キャプテンズ・ミッション」を発表した（後にプレジデンツ・ミッションへ改称）。2005年1月1日、JFA理念実現のための『JFA2005年宣言』を発表し、その中で中期目標として「2015年に世界のトップ10入り」、長期目標として「2050年までにFIFAワールドカップ優勝」という目標を立てている（詳細はJFA2005年宣言の項で後述）。
サッカー日本代表の人気による影響もあって、スポンサーから巨額の資金を受けており、2006年度予算時点で、公益財団法人日本オリンピック委員会（JOC）の2倍以上の157億円に達した。12年後の2018年度予算では、2018年ロシアワールドカップのベスト８進出（=準々決勝進出）を想定し、ベスト8賞金1600万ドルと大会準備金150万ドル計1750万ドル（約18億6700万円）のFIFAからの収入 を盛り込み、2018年度収入を前年度比約52億9000万円増の234億9001万1千円、支出を前年度比約50億9000万円増の236億4764万2千円と収入・支出の両方で過去最大額で計上している(実際は、日本代表はロシアＷ杯ベスト１６の成績だったので、賞金1200万ドル(約13億3009万8000円)と大会準備金150万ドル(約1億6629万3000円)計1350万ドル(約14億9661万円)の収入)。キリンホールディングス（キリンビール、キリンビバレッジ）と2007年4月からの8年間で推定総額120億円（年間15億円）でオフィシャルスポンサー契約を結んでいたが、2014年5月25日、JFAとキリングループが対等な関係で、サッカーの普及・促進に寄与していくという意志を込め、名称を従来の「オフィシャルスポンサー」から「オフィシャルパートナー」に変更した上で、2015年4月1日から2022年12月31日まで(7年9か月)契約を更新した。他、アディダスジャパンと2007年4月から向こう8年間で総額160億円（年間20億円）のオフィシャル（公式）サプライヤー契約を締結した。2014年11月5日に、2015年4月1日から2023年3月末までの8年間で契約金は1年30億円、8年合計240億円でボーナスや物品提供を含めると250億円超という契約更新で同意したと報じられた。しかし実際に2015年4月1日に更新した際には、契約内容は公開されなかった。さらに、広告代理店の電通と2007年から向こう8年間で総額240億円（年間30億円）の放映権及びマーケティングのオフィシャル（公式）スポンサー契約をした。2015年4月1日に更新したが、契約内容は非公開である。このように、プロ化以前の財政難も解消している（詳細は、JFA財務内容の項で後述）。なお、欧州サッカー連盟(UEFA)のサッカー強豪国の予算規模は、2011年時点で340億円以上である。
2006年6月7日、川淵三郎キャプテン（JFA会長）が「日本およびアジアのサッカー発展の貢献と2002年FIFAワールドカップの成功」を称えFIFAよりFIFA功労賞を受賞した。これでJFAからは6代目の藤田静夫元会長に続く2人目の快挙である。なお、同賞は、ジーコ元日本代表監督も1996年に受賞している。
2012年1月9日、2011年度のFIFAバロンドールにおいてFIFAフェアプレー賞を受賞した。
公益法人制度改革に伴い、2011年9月、財団法人から公益財団法人への移行を申請し、2012年4月1日より公益財団法人となり、それに伴い、文部科学省から完全に独立した（2012年3月31日までは、文部科学省が日本サッカー協会の監督官庁であり、財務諸表などを文部科学省に届ける必要があった）（後述）。
2013年5月30日、FIFA総会で傘下の全サッカー協会（2018年時点では211）が「FIFA標準規約」（会長選挙を必ず実施する等の内容）に準拠した規約制定を義務づけられたため、規定を改正し、2015年3月29日に施行した。2015年12月1日にJFA初のJFA会長選挙が始まり、立候補受付を開始した。2016年1月31日臨時評議員会で田嶋幸三が当選し、同年3月27日の新体制の第１回理事会を経て正式に第14代JFA会長となった。また、同じく2013年、FIFA傘下の全211協会（2018年時点）は、「FIFA標準規約」にある三権分立(立法（評議員会）、行政（理事会）、司法（規律委員会・裁定委員会）)の原則に従うことが求められたため、2014年4月1日、司法機関（規律委員会、裁定委員会、不服申立委員会）をJFAから完全に独立させた(後述)。
2015年5月、JFAは、JFA2005年宣言におけるJFAの約束2015 の総括として『世界トップ10の組織は、達成』、『サッカーファミリーが500万人になることは、達成（2015年時点526万2220人）』、『日本代表が世界でトップ10のチームになることは、未達成』と発表した。総括で出た課題を元に、「JFAの約束2050」の具現に向け、新たに「JFAの目標2030」を設定した（詳細はJFA2005年宣言の項で後述）。

## 歴史

### 沿革
以下の記述は基本的に、公益財団法人日本サッカー協会公式ＨＰの沿革・歴史ページ に基づくが、書籍及び資料等で確認された出来事も追記している。
- 1921年9月10日 - 大日本蹴球協會として創立[5][31]。
- 1925年3月 - 大日本體育協會に加盟[5]。
- 1929年5月17日 - 第18回FIFAバルセロナ総会で国際サッカー連盟(FIFA)加盟（JFA公式HPでは第二次世界大戦の際に除名とある）[5][31]。
- 1930年7月 - 1930 FIFAワールドカップに招待されるも、協会が昭和恐慌の煽りで旅費を捻出できず参加を辞退する[32]（第1回大会であった本大会は現在の様な予選は設けられず、招待された国は全て出場できるものであった）。
- 1942年4月 - 戦況悪化で大日本體育協會が財団法人大日本体育会に再編成され、他競技団体と共にその部会(蹴球部会)となり一時消滅[5][31]。
- 1945年11月13日 - 第二次世界大戦後、会費が払えずFIFAが資格停止処分(第二次世界大戦終結は1945年9月2日)[33][34][35]。
- 1947年4月1日 - 日本蹴球協会へと名称変更した上で再発足[5][31]。
- 1950年9月23日 - FIFAに日本蹴球協会として再加盟[5][34]。
- 1954年10月 - アジアサッカー連盟(AFC)を他のアジア12か国と共に同年5月8日に創設し（なお、AFCは政治的配慮により今もなお、イスラエルを創設メンバーとして認めていないため、AFC創設メンバーは日本を含め12か国としている）[5][8][36]、10月にAFC加盟[9]。
- 1974年8月31日 - 財団法人となり、日本サッカー協会に名称変更(協会誕生より53年間の任意団体状態から脱却)[4][5]。
- 2002年5月28日 - 東アジアサッカー連盟(EAFF)を他の東アジア7か国と共に創設し、創設と同時に加盟[5][10]。
- 2005年1月1日 - JFA理念実現のための『JFA2005年宣言』を発表[11]。
- 2012年4月1日 - 公益財団法人へ移行し、文部科学省から完全に独立[2]。
- 2014年4月1日 - FIFA標準規約に従い、JFAから司法機関（規律委員会、裁定委員会、不服申立委員会）が完全独立[27]。
- 2015年12月1日 - FIFA標準規約準拠に伴うJFA規約改正による初めてのJFA会長選挙開始[26]。
- 2016年3月27日 - 初めてのJFA会長選挙で当選した田嶋幸三が第14代JFA会長就任[26]。
- 2024年3月23日 - Jリーグの元選手として初めて宮本恒靖が第15代JFA会長に就任[37]。

### 設立までの経緯
1918年（大正7年）、大日本帝国（日本）にはまだサッカー（当時は「蹴球」=しゅうきゅう=と表記）を統括する組織はなく、日本一を決める全国大会も一度も実施されてはいなかった。この年の1月に大阪の豊中で行われた日本フートボール優勝大会（関西地区のみの大会。のちの全国高等学校サッカー選手権大会の前身にあたる）、同年2月に関東地区で「関東蹴球大會」、名古屋では旧制高等学校などが参加した「東海蹴球大會」が別々に開催され、1918年以降にも引き続いて開かれた。東京で行われた「関東蹴球大會」にはチャールズ・エリオットイギリス帝国（のちのイギリス）大使も列席し、その模様を本国に伝えた。これら1918年に行われた一連の旧制中学や師範学校および旧制高等学校を中心とした別々の地域大会の開催の模様を、イギリス帝国の新聞が「日本にサッカー協会が発足し、全日本選手権大会が始まった（別々の地域大会を全国大会予選だと勘違いした）」と誤って報道した。
翌1919年（大正8年）、チャールズ・エリオット大使の報告に加え、その新聞記事を見たイングランドサッカー協会（以下FA）は、イギリス帝国大使館のウィリアム・ヘーグ（William Haigh）書記官 が日本の全国大会優勝チームに授与するためのFA杯の寄贈を提案したこともあり、「日本蹴球協會の設立を祝して銀杯を寄贈します。全國大會の優勝チームに授與して下さい」といったメッセージを添えて、イギリス帝国大使館を通じて日本に純銀のシルバーカップ（以下銀杯と略すことあり）を寄贈することを決め、1919年1月にロンドンから船便で日本に向け送った（当時は船便しか無かった。旅客機が欧州から日本まで乗り入れるのは1952年から、大衆化されたのは1960年代からである）。3か月かけて、シルバーカップはイギリス帝国大使館に届けられた。FAは当時、オーストラリア、ニュージーランド、南アフリカなどイギリス帝国各地の協会に、ほぼ同じデザインの銀杯を贈っている。1902年（明治35年）日英同盟を結んで以来、東アジアおよび太平洋地域の覇権をめぐり、日本は当時、イギリス帝国にとって重要な同盟国だった。つまり、銀杯の寄贈には、当時の日本がイギリス帝国に重視されていた、あるいはイギリス帝国加盟国に準ずるものとみなされていたことが背景としてある。
FAが日本に銀杯を寄贈したという3月12日付けの東京朝日新聞の記事を、東京高等師範学校（のちの東京教育大学、筑波大学）の校友会蹴球部長を務めていた内野台嶺が読み、そのカップの行き先を思案することとなる。
しかし、なかなか良案が浮かばず、東京高等師範学校の校長で当時、大日本體育協會の会長も兼務していた戦前の日本スポーツ界の重鎮嘉納治五郎を訪ねた。そして「この際、急いで設立せよ」と、内野は嘉納から厳命を受ける。内野はその後、イギリス大使館のウィリアム・ヘーグ書記官（そのまま大日本蹴球協會初代賛助会員となった） と体育協会の各理事の協力を仰ぎ、規約・規則の作成と役員人事を進め、1921年9月10日に大日本蹴球協會を創立。初代協会会長に嘉納治五郎の信任が厚く、大日本體育協會の筆頭理事を務めていた今村次吉が就任した。組織運営、競技規則の翻訳や指導書の作成などは、後に1964年東京オリンピックの準備委員長を務めた新田純興が行った。
シルバーカップは、嘉納治五郎が1919年3月28日に直接イギリス大使館に出向いてグリーン駐日大使から受け取りを済ませていたが、しばらくは大日本體育協會に預けられており、大日本蹴球協會設立後、シルバーカップを正式に受け取ることとなった。シルバーカップは、協會設立(1921年9月10日)後、始まった全日本選手権(後の天皇杯)の優勝チームに授与されるようになった。
なお、この大日本蹴球協會設立のきっかけとなったシルバーカップは現存していない。太平洋戦争の戦況が悪化すると、日本政府は戦争遂行のために、広く国民に鉄や銅、貴金属などの拠出を求めるようになった。これよりさかのぼること1942年（昭和17年）4月に戦時体制強化の為に大日本體育協會が財団法人大日本体育会に再編成され、大日本蹴球協會は他競技団体と共にその部会となり（大日本蹴球協會は蹴球部会となった）、一時消滅していた。1945年（昭和20年）1月、大日本体育会は、帝国政府が進めている銀回収に協力することを決め（銀器献納）、体育会および各部会で保有している賞杯などを政府に供出した。その際に、シルバーカップは姿を消したといわれているが、真相は不明である（銀器献納からわずか7か月後に、日本が終戦。その後、内務省関係の役所でシルバーカップを見かけたとする話もある）。
2011年（平成23年）3月、小倉純二JFA会長(当時)が、FAのバーンスタインFA会長(当時)と会談し、「FA贈呈のシルバーカップで、JFAが誕生した。しかし、そのカップは戦時中に失われた。許可してもらえるなら、カップの複製をつくり、若い世代に戦争はいけないことを伝えていきたい」と話した。この話に感銘を受けたバーンスタインFA会長(当時)は「新しいカップをFAがつくり、もう一度寄贈します」と答えた。こうして、同年8月にFAの手で復元され、改めて日本サッカー協会に贈呈される運びとなり、同年8月23日にイングランド・ウェンブリー・スタジアムにて贈呈式が行われ、バーンスタインFA会長(当時)から小倉JFA会長(当時)に手渡された。

## アイデンティティー

### シンボルマーク
シンボルマークの中央に描かれた鳥は、日本神話に出てくる八咫烏（やたがらす）と同一視される、中国古典の三足烏である。これを描いた旗がシンボルマークとして定められ、旗の黄色は公正を、青色は青春を表し、はつらつとした青春の意気に包まれた日本サッカー協会の公正の気宇を表現している。
これは、東京高等師範学校（後の東京教育大学、筑波大学）の漢文学者であり、大日本蹴球協會の創設に尽力した内野台嶺らの発案を基に、彫刻家の日名子実三がデザインしたものであり、1931年6月3日の理事会で採用された。
一説に、日本に初めて近代サッカーを紹介した中村覚之助（内野台嶺の東京高等師範学校の先輩でもある）に敬意を表し、出身地の那智勝浦町にある熊野那智大社の神使である八咫烏をデザインしたもの とも言われているが、日本サッカー協会から発行された公式書籍などには中村との関連が記載されたことはない。なお、日名子は後の日中戦争期に支那事変従軍記章のデザイン制作を担当し、これにも当初は三本足の八咫烏を採用したが、政府局内からの意見により二本足に変更されている（当該項目参照）。
日本サッカー協会の2024年時点の公式サイトには、「JFAの旗章に用いられている「三本足の烏」は、中国の古典にある三足烏と呼ばれるもので、日ノ神＝太陽を図案化したものです。」 と記載されており、『日本サッカーのあゆみ』（講談社、1974）、『財団法人日本サッカー協会75年史 : ありがとう。そして未来へ』（日本サッカー協会、1996）などでも同様の記載となっている。
この日本サッカー協会のシンボルマークを基にサッカー日本代表のエンブレムが作られており、三足烏を盾の形の枠の中、太陽を表す「黄の地に橙の縦帯」の上に、「JFA」の文字を戴き、翼を広げてサッカーボールをキープした姿で“素早さ”と“力強さ”を表すものとして描かれている。なお日本サッカー協会シンボルマークとサッカー日本代表エンブレムでは三足烏の意匠が異なっていたが、2016年3月にサッカー協会がシンボルマークを更新し、日本代表も2017年11月にエンブレムを更新して、同じ意匠に統一された。
一時、協会に所属するクラブチームのユニフォームにも以下の大会の優勝チームに限り、三足烏を基にしたエンブレムを翌シーズン付けることが許されていた。（Jリーグカップ優勝チームについてはこの制度はない。）
- 天皇杯全日本選手権優勝チーム E（Emperor）のマーク
- J1リーグ年間優勝チーム J（J League）のマーク

天皇杯優勝とJ1リーグ年間優勝の二冠（ダブル）を勝ち取ると、☆のマークが付く。これまで達成したチームは、2000年・2007年の鹿島アントラーズ、2006年の浦和レッドダイヤモンズ、2014年のガンバ大阪である。
2009年以降は意匠が変更され、三足烏のマークではない。
またシンボルマークとは別に、三足烏をデフォルメしたマスコットキャラクターとして「カラッペ」と「カララ」兄弟がいる。こちらのデザインは松下進。

### 宣言
2005年1月1日、国立競技場で開催された第84回天皇杯全日本サッカー選手権大会決勝戦の前に、川淵三郎JFA会長（当時）が「JFA2005年宣言」を発表。「サッカーを通じて豊かなスポーツ文化を創造し、人々の心身の健全な発達と社会の発展に貢献する」という日本サッカー協会（JFA）の理念を実現するために、JFAが掲げた目標のことで、サッカーの普及と強化、国際親善への貢献といったビジョン、そして2015年までの中期目標、2050年までの長期目標が示されている。2002年10月に発表された「キャプテンズ・ミッション」（後にプレジデンツ・ミッションへ改称。「JFAキッズプログラム」「JFAファミリーフットサルフェスティバル」など幼児期からの政策や、女子サッカーの強化など）もその一環である。このJFA2005年宣言の中で、2015年までの中期目標(JFAの約束2015)として、2015年までにJFAが世界トップ10の組織になり、『サッカーファミリーが500万人になること』と『日本代表が世界でトップ10のチームになること』の2つの目標を達成するとしている。男子がこの目標を達成するには、2014年FIFAブラジルW杯ベスト8（＝準々決勝進出）以上の成績を収めるか、あるいはベスト16チームの中で成績上位10チーム以内に入るようにグループリーグで好成績を残すか、もしくは同大会で好成績を収めることで、翌年の2015年のFIFAランキングで上位10位以内に入ることのいずれかが必要あったが、ブラジルW杯ではグループリーグ敗退となり、FIFAランキングで上位10位以内にはいる事も出来なかった。なお、女子（なでしこジャパン）は、2011年FIFA女子ドイツＷ杯で優勝し、FIFA女子ランキングも2012年6月1日時点で3位とすでに成績面では長期目標をも達成している。また、2050年までの長期目標(JFAの約束2050)として、『サッカーファミリーが1000万人になること』と『FIFAワールドカップを日本で開催し、その大会で日本代表が優勝すること』の2つの目標を達成するとしている。
2015年5月、JFAは、JFAの約束2015の総括として『世界トップ10の組織は、達成（人材、普及・登録人口、施設、競技会、競技力、財政基盤・マーケティング、国内機構、国際力の8つの観点で情報収集し他国と比較し評価）』、『サッカーファミリーが500万人になることは、達成（2015年時点526万2220人）』、『日本代表が世界でトップ10のチームになることは、女子A代表は達成したが、男子A代表が未達成なので、未達成』と発表した。総括で出た課題を元に、「JFAの約束2050」の具現に向けて、新たに「JFAの目標2030」を設定した。その上で、2022年までの8年間で特に力を入れて推進していく活動を整理し、この「JFA中期計画2015-2022」（「JFAミッション2015-2022」、「アクションプラン2022」）として取りまとめた。

## 組織
日本サッカー協会は、立法機関としての評議員会と行政（執行）機関としての理事会、さらに司法機関の3つの主要組織から成り立っている。2013年にFIFA傘下の全サッカー協会が「FIFA標準規約」にある三権分立の原則に従うことが求められたため、2014年4月1日をもって理事会の傘下にあった規律委員会・裁定委員会を理事会から独立させ、新たに不服申立委員会を設置して3委員会をもって独立した司法機関として現在の形となった。
以下の記述は公益財団法人日本サッカー協会定款 並びに同規約・規程・公開資料など（公益財団法人日本サッカー協会規約・規程、競技規則、申請／手続き、公開資料、その他、Q&A-日本サッカー協会(JFA)公式HP）に基づく。

## 会長
JFA会長は、定款第25条第2項により法人法上の代表理事である。JFAを代表し、その業務を執行する。理事会を招集し、議長として主宰したり、事案の決裁及び専決に関する細則に定めるもの(各規約等に書かれている会長の職務)を執り行う。例えば、事務局では、事務局組織運営規則に基づき、事務局の事務局長及びその他の職員の任免を会長が行っている。また、日本代表監督の任免の“最終決定”を行う(技術委員会は日本代表監督を推薦するだけで、承認・決定するのは理事会)。3か月に1回以上、会長は自己の職務の執行の状況を理事会に報告する義務がある。
2014年以前のJFA会長は、JFA役員選考委員会が推挙した候補者を理事会が承認し、評議員会が追認する手続きを経て選ばれていた。2013年5月30日、FIFA総会でFIFA規約が修正され、傘下の全サッカー協会（2018年時点では211）は「FIFA標準規約」（会長選挙を必ず実施する等の内容）に準拠した規約制定を義務づけられた。2013年9月2日、FIFA加盟協会委員会で、「規約がFIFA標準規約に準拠しておらず、且つ直近に会長選挙予定の協会」として日本を含む13協会に選挙までに規約を改訂すべきと決議された。規定改正が間に合わず、2014年3月のJFA役員改選は、当時の規約での実施を例外として認可された。その後、規定を改正し、2015年3月29日に施行。2015年12月1日にJFA初のJFA会長選挙が始まり、2016年1月31日臨時評議員会で田嶋幸三が当選し、同年3月27日の新体制の第１回理事会を経て正式に第14代JFA会長となった。
2015年3月29日以降、JFA会長は、次の2条件に、当てはまる者が対象者。(1)役員の改選期の直近5年間のうち2年以上、JFA、地域サッカー協会、都道府県サッカー協会、Jリーグ、各種の連盟、リーグ、クラブ等の役員、職員、選手、審判、指導者、その他サッカーと関わりが深いと認められる立場で、サッカー界において実質的に活動し、貢献していること、(2)会長就任時に、満70歳未満であること。この2条件に当てはまる者（但し、禁錮以上の刑に処せられた者はJFA会長になれないなどの除外規定もある）の中で、会長を選定する年（会長選定年）の前年の12月1日から12月の臨時評議員会（12月1日の大体2週間後に開催）までに立候補した者、同臨時評議員会までに理事投票で1票以上の投票があった者及び評議員の7名以上の推薦があった者が「会長候補者」となる。この3つのルートからの会長候補者全員に対し、翌年（会長選定年）の1月の理事会で理事投票が行われ、出席評議員の半数を超え最多票を得た者1名が「会長予定者」となる(半数を超えなかった場合は、最少得票者を除いて再投票を行い、以後、半数超え1名が出るまで同様の手順を繰り返し行う)。なお、会長候補者が１名のみの場合は、会長選定年の１月の臨時評議員会で承認の決議によって「会長予定者」となる。「会長予定者」（1名）は、選出後の定時評議員会で理事に選出され、且つさらにその後に開催される理事会で会長に選定されるという手続きを経て、正式にJFA会長に就任する。なお、理事の任期が2年なので、会長の任期も2年である（再任は可能）。会長選挙の各段階（「会長意向表明者」→「会長立候補者」→「会長候補者」）の選挙活動等や手続き、禁止行為なども細かく規定されている。詳細は、役員の選任及び会長等の選定に関する規程(2015/3/29施行) と会長予定者の選出に関するガイドライン(2015/3/29施行) を参照のこと。
| 代数 | 名前       | 在任期間                                | 学歴                           | 略歴 |
| ---- | ---------- | --------------------------------------- | ------------------------------ | --- |
| 初代 | 今村次吉   | 1921年（大正10年） - 1933年（昭和8年）  | 東京大学法学部                 | 大蔵官僚、ロシア駐在財務官、亞細亞林業社長、日露實業常務、大日本体育協会総務理事                                                                                              |
| 2代  | 深尾隆太郎 | 1935年（昭和10年） - 1945年（昭和20年） | 一橋大学商学部                 | 男爵、貴族院議員、大阪商船副社長、南洋拓殖社長、東洋電化工業会長。 |
| 3代  | 高橋龍太郎 | 1947年（昭和22年） - 1954年（昭和29年） | 京都大学工学部                 | 大日本麦酒株式會社社長、貴族院勅選議員、参議院議員、通商産業大臣、高橋ユニオンズオーナー                                                                                      |
| 4代  | 野津謙     | 1955年（昭和30年） - 1976年（昭和51年） | 東京大学医学部                 | 医師、AFC副会長、FIFA理事、1974年FIFAワールドカップ組織委員会委員 |
| 5代  | 平井富三郎 | 1976年（昭和51年） - 1987年（昭和62年） | 東京大学法学部                 | 通商産業事務次官、新日本製鐵代表取締役社長 |
| 6代  | 藤田静夫   | 1987年（昭和62年） - 1992年（平成4年）  | 京都教育大学教育学部           | 藤田ビル代表取締役社長、日本体育協会理事、京都府体育協会会長、京都市体育協会会長                                                                                              |
| 7代  | 島田秀夫   | 1992年（平成4年） - 1994年（平成6年）   | 東北大学法学部                 | 三菱重工業取締役副社長、日本サッカーリーグ評議会議長、日本体育協会評議員、日本オリンピック委員会評議員                                                                        |
| 8代  | 長沼健     | 1994年（平成6年） - 1998年（平成10年）  | 中央大学法学部                 | 日本代表選手、日本代表監督、2002年FIFAワールドカップ日本招致委員会副会長、日本サッカーリーグ常任運営委員、専務理事、副会長、Jリーグ理事                                       |
| 9代  | 岡野俊一郎 | 1998年（平成10年） - 2002年（平成14年） | 東京大学文学部                 | 岡埜栄泉代表取締役社長、日本代表選手、日本代表監督、2002年FIFAワールドカップ招致委員会実行委員長                                                                              |
| 10代 | 川淵三郎   | 2002年（平成14年） - 2008年（平成20年） | 早稲田大学商学部               | 古河産業取締役伸銅品部長、日本代表選手、日本代表監督、Jリーグ初代チェアマン、日本バスケットボール協会会長                                                                     |
| 11代 | 犬飼基昭   | 2008年（平成20年） - 2010年（平成22年） | 慶應義塾大学商学部             | 三菱自動車工業常務執行役員、欧州三菱自動車工業社長、Jリーグ専務理事、浦和レッズ社長                                                                                           |
| 12代 | 小倉純二   | 2010年（平成22年） - 2012年（平成24年） | 早稲田大学政治経済学部         | 古河電工取締役経理部長、古河電工サッカー部部長、東アジアサッカー連盟会長、アジアサッカー連盟(AFC)理事、国際サッカー連盟(FIFA)理事                                             |
| 13代 | 大仁邦彌   | 2012年（平成24年） - 2016年（平成28年） | 慶應義塾大学文学部             | 日本代表選手、日本代表コーチ、三菱重工監督、強化委員長、技術委員長、女子委員会委員長、常務理事、副会長                                                                        |
| 14代 | 田嶋幸三   | 2016年（平成28年） - 2024年（令和6年）  | 筑波大学体育専門学群           | 立教大学助教授、日本代表選手、U-15～19日本代表監督、技術委員長、専務理事、副会長、AFC理事、FIFA理事、東アジアサッカー連盟会長、東京オリンピック・パラリンピック組織委員会理事 |
| 15代 | 宮本恒靖   | 2024年（令和6年） - 現在                | 同志社大学経済学部 FIFA Master | 日本代表選手、ガンバ大阪監督、国際委員長、専務理事 |

### 評議員会
評議員会は、法律並びに定款に定められた重要な事項の決定を行う意思決定機関である。具体的には、理事及び監事並びに会計監査人の選任または解任、司法機関の委員長、副委員長及び委員の選任または解任、理事及び監事の報酬等の額、貸借対照表及び損益計算書（正味財産増減計算書）の承認、定款の変更など、協会に関する重要事項を決議する（定款第20条）。定時評議員会は年1回開催され（定款第21条、概ね3月末に開催）、必要に応じて理事会の決議に基づき会長の招集により臨時評議員会が開かれる（定款第21・22条）。
評議員会の構成メンバーである評議員の定数は70名以上85名以内とされ（定款第16条）、2024年7月7日現在で以下の団体から推薦された79名で構成されている。任期は原則4年（定款第18条）。
- 各都道府県サッカー協会の代表者（計47名）
- 定時評議員会開催時のJ1リーグ所属クラブの代表者（計18名）
- JFA傘下の競技団体並びに関連団体のうち、以下の団体の代表者（計12名）
  - （公社）日本プロサッカーリーグ
  - （一社）日本フットボールリーグ
  - （一社）日本女子サッカーリーグ
  - （一財）日本フットサル連盟
  - （一財）全日本大学サッカー連盟
  - （一財）全国社会人サッカー連盟
  - （公財）全国高等学校体育連盟
  - （一財）日本クラブユースサッカー連盟
  - （公財）日本中学校体育連盟
  - （一社）日本プロサッカー選手会
  - （一財）日本ビーチサッカー連盟
  - （公社）日本女子プロサッカーリーグ
  - （一社）日本障がい者サッカー連盟
  - （特非）日本サッカー指導者協会

評議員の報酬は、各年度の総額が200万円を超えない範囲で、評議員会の定めた基準に従って算定した額を支給する（定款第19条）。
一般社団法人及び一般財団法人に関する法律（一般法人法）に基づき、推薦された者が評議員会において評議員に選任される。評議員会の議長は、開催の都度、その評議員会の出席評議員の中から選出する（評議員会うんえいきそく ===
評議員会は、法律並びに定款に定められた重要な事項の決定を行う意思決定機関である。具体的には、理事及び監事並びに会計監査人の選任または解任、司法機関の委員長、副委員長及び委員の選任または解任、理事及び監事の報酬等の額、貸借対照表及び損益計算書（正味財産増減計算書）の承認、定款の変更など、協会に関する重要事項を決議する（定款第20条）。定時評議員会は年1回開催され（定款第21条、概ね3月末に開催）、必要に応じて理事会の決議に基づき会長の招集により臨時評議員会が開かれる（定款第21・22条）。
評議員会の構成メンバーである評議員の定数は70名以上85名以内とされ（定款第16条）、2024年7月7日現在で以下の団体から推薦された79名で構成されている。任期は原則4年（定款第18条）。
- 各都道府県サッカー協会の代表者（計47名）
- 定時評議員会開催時のJ1リーグ所属クラブの代表者（計18名）
- JFA傘下の競技団体並びに関連団体のうち、以下の団体の代表者（計12名）
  - （公社）日本プロサッカーリーグ
  - （一社）日本フットボールリーグ
  - （一社）日本女子サッカーリーグ
  - （一財）日本フットサル連盟
  - （一財）全日本大学サッカー連盟
  - （一財）全国社会人サッカー連盟
  - （公財）全国高等学校体育連盟
  - （一財）日本クラブユースサッカー連盟
  - （公財）日本中学校体育連盟
  - （一社）日本プロサッカー選手会
  - （一財）日本ビーチサッカー連盟
  - （公社）日本女子プロサッカーリーグ
  - （一社）日本障がい者サッカー連盟
  - （特非）日本サッカー指導者協会

評議員の報酬は、各年度の総額が200万円を超えない範囲で、評議員会の定めた基準に従って算定した額を支給する（定款第19条）。
一般社団法人及び一般財団法人に関する法律（一般法人法）に基づき、推薦された者が評議員会において評議員に選任される。評議員会の議長は、開催の都度、その評議員会の出席評議員の中から選出する（評議員会運営規則第6条）。
2014年までは、評議員会は理事及び監事の選任機関並びに重要事項の諮問機関であり、評議員は、47都道府県サッカー協会から各1名の計47名のみであった。

### 理事会
理事会はJFAの業務執行機関（行政）である。JFA業務執行や理事の職務の執行の監督や会長、副会長、専務理事及び常務理事等の選定及び解職を協議・決定する（定款第35条）。理事会は、原則として毎月開催され、必要がある時は臨時理事会を開催する。
また、重要な業務運営事項について検討する会議体として、常務理事会が置かれる。常務理事会は、会長、副会長、専務理事及び常務理事で構成する。なお、会長は案件ごとに、常務理事以外の理事又はその他の者を常務理事会に出席させることができる。常務理事会は、原則として毎月1回開催される（定款第40条）。
理事は日本国籍を有するFIFA理事を含む23名以上30名以内、監事は3名以内が評議員会により選任され（定款第25条）、2023年3月25日現在27名の理事（会長1名、副会長4名、専務理事1名、常務理事3名を含む）と3名の幹事が就任している。理事には、地域サッカー協会の推薦9名（各9地域ごとに各1名計9名）を含み、会長（1名）、副会長（4名以内）、専務理事（1名）及び常務理事（3名）は、常務理事会を構成する。会長は法人法及び公益認定法とその整備法に基づく代表理事とされ、副会長・専務理事は、同法の業務執行理事とされる。理事及び監事の任期は原則2年、会計監査人の任期は原則1年で（定款第29条）、定年がある。原則として、会長・副会長は就任時に満70歳未満、その他の役員は満65歳未満でなければならない（理事及び監事の職務権限規則第6条）。
従来、役員(理事及び監事等の役職についている者)は地域協会の職員や元選手などサッカー関係者で占められてきた。しかし、2008年（平成20年）にはサッカー以外のスポーツ出身者として、元ラグビー日本代表監督の平尾誠二、現役女子プロテニス選手のクルム伊達公子の2名が初めて理事に選出された。当時は「サッカーを中心としたスポーツの総合的な発展を目指す」目的で選出されたが、結局両名とも1期で退任している。一方、2016年（平成28年）からは元柔道日本代表で日本オリンピック委員会理事も務めた山口香が理事に選出され、4期連続して理事を務めている。
なお、JFAがスポーツ庁の定める「スポーツ団体ガバナンスコード」への対応を求められたことから、2023年7月30日の臨時評議員会で、2023年度定時評議員会開催時（2024年3月予定）から理事の定数を「9名以上15名以内」に削減した上で、理事会の職務を「重要な業務執行の決定」として一部の業務執行権を事務局に委ねることを決定した。
| 役職     | 名前       | 所属・役職                                                                                     |
| -------- | ---------- | ---------------------------------------------------------------------------------------------- |
| 会長     | 宮本恒靖   | 元日本代表選手、日本プロサッカーリーグ理事、日本フットボールヴィレッジ取締役                   |
| 副会長   | 岡田武史   | FC今治代表取締役会長、元日本代表監督、選手                                                     |
| 副会長   | 野々村芳和 | 日本プロサッカーリーグチェアマン                                                               |
| 副会長   | 西原一将   | 西原商会代表取締役社長、鹿児島プロスポーツプロジェクト取締役                                   |
| 専務理事 | 湯川和之   | 日本女子プロサッカーリーグ理事、日本ビーチサッカー連盟副会長                                   |
| 常務理事 | 髙田春奈   | 日本女子プロサッカーリーグチェア、日本女子サッカーリーグ理事長、日本プロサッカーリーグ特任理事 |
| 常務理事 | 山口香     | 筑波大学体育系教授                                                                             |
| 理事     | 河瀬淳     | 千葉県サッカー協会副会長                                                                       |
| 理事     | 石井肇     | 北海道サッカー協会専務理事                                                                     |
| 理事     | 田中琢二   | 同志社大学客員教授                                                                             |
| 理事     | 西本強     | 日比谷パーク法律事務所パートナー弁護士                                                         |
| 理事     | 大岩真由美 | 元審判員（国際女子主審）、北海道サッカー協会副会長                                             |
| 理事     | 小澤隆生   | ブーストキャピタル代表取締役、LINEヤフー顧問                                                   |
| 理事     | 川澄奈穂美 | アルビレックス新潟レディース選手                                                               |
| 理事     | 志済聡子   | アイシスコンサルティング代表                                                                   |
| 理事     | 須藤実和   | プラネットプラン代表取締役、日本オリンピック委員会理事、日本バレーボール協会副会長             |
| 監事     | 福田雅     | 公認会計士、東京ユナイテッドグループパートナー                                                 |
| 監事     | 生田圭     | 生田総合法律事務所弁護士                                                                       |

#### 委員会
各事業を進めるにあたり、理事会の下に各種委員会を置いている（定款42条）。「各種委員会組織運営規則」 に基づいて常設委員会と専門委員会が設置され、これとは別に時限的に設置する特別委員会と、JFA主管大会の運営を行う大会実施委員会が置かれている。各種委員会の委員長及び委員は、JFA役員、地域及び都道府県サッカー協会役員のほか、JFAの事業に関し、知識、経験及び熱意を有する者のうちから、理事会の承認を経て会長が委嘱する。任期は2年で、再任は可能。
常設委員会は、9つの委員会からなり、そのうちの1つが技術委員会である。技術委員会は、日本代表監督候補者の推挙、日本代表編成案の作成、日本代表強化、その他日本代表に関する事項、選手育成及び強化、ユース年代の普及、強化方針に基づく技術指導、指導者養成、指導に関するビデオ、書籍等の認定、推薦、その他技術指導に関する事項を担当していた。業務が多岐にわたるということで、2016年3月から同委員会委員長は、日本サッカー全体の強化と育成等を担当し、新設されたナショナルチームダイレクターが、代表全般の強化(主にA代表とU-23五輪代表)及びサポートに専念する形となった。2020年3月29日から同委員会委員長は反町康治、ナショナルチームダイレクターは前技術委員会委員長の関塚隆が就任している。2006年ドイツＷ杯以降は、日本代表監督を、技術委員会が推薦し、理事会が承認・決定している。日本代表監督決定後は、日本代表監督及び日本代表をサポートする。かつては強化委員会という名称であり、1998年フランスＷ杯頃までは、当時の規則で、日本代表監督を決定及び評価（場合によっては監督交代）する権限があった。
| 専門委員会   | 名前       |
| ------------ | ---------- |
| 技術委員会   | 影山雅永   |
| 女子委員会   | 佐々木則夫 |
| 審判委員会   | 扇谷健司   |
| 法務委員会   | 三好豊     |
| 競技会委員会 | 湯川和之   |
| 医学委員会   | 池田浩     |
| 国際委員会   | 湯川和之   |

| 専門委員会             | 名前     |
| ---------------------- | -------- |
| リスペクト委員会       | 今井純子 |
| コンプライアンス委員会 | 西本強   |
| 報酬委員会             | 田中琢二 |
| アスリート委員会       | 川口能活 |
| 殿堂・表彰委員会       | 田嶋幸三 |

| 特別委員会           | 名前     |
| -------------------- | -------- |
| 防災・復興支援委員会 | 巻誠一郎 |
| 部活動推進委員会     | 池田洋二 |

| 大会実施委員会   | 名前     |
| ---------------- | -------- |
| 天皇杯実施委員会 | 中野雄二 |
| 国体実施委員会   | 今井純子 |

### 司法機関
JFAの諸規定等に関する司法機関は、規律委員会・裁定委員会・不服申立委員会の3つの委員会で構成される。前述のとおり、2014年4月1日に理事会から完全に独立した。
構成員の任期は全て4年である。規律委員会は5名（委員長1名、委員4名)、裁定委員会は4名（委員長1名、委員3名)、不服申立委員会は5名（委員長1名、副委員長1名、委員3名) である。
規律委員会
JFAの諸規定等に対する違反行為のうち、競技及び競技会に関するものについて調査、審議し、懲罰を決定する。
- 委員長：高山崇彦（弁護士）
- 委員：武智克典（弁護士）、新保勇一（弁護士）、大下国忠（山口県サッカー協会規律委員長）、石井茂己（Jリーグ規律委員長）

裁定委員会
JFAの諸規定等に対する違反行為のうち、競技及び競技会に関するもの以外の違反行為について、調査、審議し、懲罰を決定する。
但し、Jリーグに関しては、Jリーグ規約 に従う。
また、ドーピング禁止に関する違反行為に対する懲罰については、日本ドーピング防止規律パネル が決定する。
- 委員長：山田秀雄（弁護士）
- 委員：早稲本和徳（弁護士）、小西隆文（弁護士）、根本清史（茨城県サッカー協会 規律委員長）

不服申立委員会
2014年4月1日の組織改編時に新設された組織で、規律委員会、裁定委員会又は司法機関組織運営規則第19条 に基づき懲罰権を委任された都道府県サッカー協会、地域サッカー協会、各種連盟及びJリーグのそれぞれの規律委員会及び裁定委員会（但し、Jリーグの裁定委員会を除く）において決定された懲罰に関して、当事者からの不服申立に基づき、これを再審議し、新たに決定を下す。
- 委員長：中島肇（弁護士）
- 副委員長：小池一利（弁護士）
- 委員：塩田尚也（弁護士）、渡部知之（愛媛県サッカー協会規律委員長）、鈴木英穂（日本陸上競技連盟事務局長）

### 事務局
評議員会と理事会と司法機関の３つのさらに下に共通の事務局が置かれている。事務局は、国際部、女子部、代表チーム部、審判部、財務部、フットサル・ビーチサッカー部など全17部に分かれ、各部には、事務局長及びその他の職員が置かれ、その任免はJFA会長が行う。任期の定めはないが、一般の会社と同じ定年がある。

### 名誉役員
JFAには、正役員の他に名誉役員を若干名置くことができる（定款第34条）。名誉役員は名誉総裁、名誉会長、相談役、顧問および参与とされており、理事会の決議を経て会長が委嘱する（名誉役員に関する規則第2条）。顧問については最高顧問と顧問の2つの区分がある。
名誉総裁
サッカーの振興・発展に尽力した高円宮憲仁親王が1987年（昭和62年）3月11日に就任。
高円宮憲仁親王が2002年（平成14年）11月21日に急逝した後は、高円宮家の妃である憲仁親王妃久子が2003年（平成15年）3月21日に名誉総裁に就任している。
名誉会長
JFA会長を2期4年以上務めるか、FIFA理事を1期4年以上務めたJFA会長経験者が推薦対象となる。就任時に80歳未満である必要がある。
定員は1名で、任期は最大2期4年までとされている。
JFA会長選挙の際に「会長予定者」の選出事務等を管理・運営する「会長予定者選出管理委員会(略称：選出管理委員)」の委員長となる。なお、選出管理委員は、名誉会長、理事のうち3名、評議員のうち3名、JFAから完全に独立した立場の有識者2名からなる。
最高顧問・相談役
最高顧問は名誉会長経験者が推薦対象となる。就任時に80歳未満である必要がある。任期は2年以内（定時評議員会終結時まで）。
相談役は最高顧問経験者が推薦対象となる。任期は定められていない。
顧問
「会長経験者」「副会長を2期4年以上務めた者」「専務理事を3期6年以上務めた者」「学識経験者」のいずれかが推薦対象となる。就任時に75歳未満である必要がある。
任期は2年以内（定時評議員会終結時まで）。
参与
「専務理事以上の役職経験者」「理事又は監事を3期6年以上務めた者」の他、各種委員会の委員等JFAの業務に少なくとも10年以上携わるなど、多大な功労があったと認められる者（特別推挙者）が推薦対象となる。特別推挙者を除き、就任時に75歳未満である必要がある。
任期は、特別推挙者は2期4年以内、それ以外は3期6年以内。
| 役職     | 名前 |
| -------- | --- |
| 名誉総裁 | 高円宮妃久子 |
| 名誉会長 | 田嶋幸三 |
| 最高顧問 | 大仁邦彌 |
| 相談役   | 川淵三郎、小倉純二 |
| 顧問     | 村井満、岩上和道、林義規 |
| 参与     | 松崎康弘、上田栄治、植田昌利、原博実、池田洋二、北澤豪、日比野克彦、鈴木寛、岡島喜久子、須原清貴、宗政潤一郎、池田浩、三好豊、竹田孝、今井純子 |

## ナショナルチーム

### 男子
| チーム                 |                                        | 記録と統計 | 記録と統計 | 記録と統計 | 記録と統計 |
| サッカー日本代表       | 歴代選手 (歴代記録 (出場数 \| 得点数)) | 歴代監督   | 大会成績   | 試合結果   |            |
| U-23サッカー日本代表   | 歴代選手                               | 歴代監督   | 大会成績   | 試合結果   |            |
| U-20サッカー日本代表   | 歴代選手                               | 歴代監督   | 大会成績   | 試合結果   |            |
| U-17サッカー日本代表   | 歴代選手                               | 歴代監督   | 大会成績   | 試合結果   |            |
| フットサル日本代表     | 歴代選手                               | 歴代監督   | 大会成績   | 試合結果   |            |
| ビーチサッカー日本代表 | 歴代選手                               | 歴代監督   | 大会成績   | 試合結果   |            |
| サッカーe日本代表      | 歴代選手                               | —          | 大会成績   | 試合結果   |            |

### 女子
| チーム                   |                                        | 記録と統計 | 記録と統計 | 記録と統計 | 記録と統計 |
| サッカー日本女子代表     | 歴代選手 (歴代記録 (出場数 \| 得点数)) | 歴代監督   | 大会成績   | 試合結果   |            |
| U-20サッカー日本女子代表 | 歴代選手                               | 歴代監督   | 大会成績   | 試合結果   |            |
| U-17サッカー日本女子代表 | 歴代選手                               | 歴代監督   | 大会成績   | 試合結果   |            |
| フットサル日本女子代表   | 歴代選手                               | 歴代監督   | 大会成績   | 試合結果   |            |

### ユニフォーム
1988～1991年（横山謙三日本代表監督の意向で、国旗の色の赤を採用）を除き1930年極東選手権大会以来、日本代表ユニフォームは青系統の色が採用されている（1970年代以降は白と青を交互に採用した時期もある）。1993年以降、各カテゴリーごとにアディダス、アシックス、プーマ製のものを交互に採用していたが、1999年からアディダスと契約している。

## リーグ構成
2025年シーズン

### サッカー

#### 男子（一般）
| レベル | リーグ                 | リーグ                 | リーグ                 | リーグ                 | リーグ                 | リーグ                 | リーグ                 | リーグ                 | リーグ                 | リーグ                 |
| ------ | ---------------------- | ---------------------- | ---------------------- | ---------------------- | ---------------------- | ---------------------- | ---------------------- | ---------------------- | ---------------------- | ---------------------- |
| 1      | J1リーグ               | J1リーグ               | J1リーグ               | J1リーグ               | J1リーグ               | J1リーグ               | J1リーグ               | J1リーグ               | J1リーグ               | J1リーグ               |
| 2      | J2リーグ               | J2リーグ               | J2リーグ               | J2リーグ               | J2リーグ               | J2リーグ               | J2リーグ               | J2リーグ               | J2リーグ               | J2リーグ               |
| 3      | J3リーグ               | J3リーグ               | J3リーグ               | J3リーグ               | J3リーグ               | J3リーグ               | J3リーグ               | J3リーグ               | J3リーグ               | J3リーグ               |
| 4      | 日本フットボールリーグ | 日本フットボールリーグ | 日本フットボールリーグ | 日本フットボールリーグ | 日本フットボールリーグ | 日本フットボールリーグ | 日本フットボールリーグ | 日本フットボールリーグ | 日本フットボールリーグ | 日本フットボールリーグ |
| 5      | 地域リーグ             | 地域リーグ             | 地域リーグ             | 地域リーグ             | 地域リーグ             | 地域リーグ             | 地域リーグ             | 地域リーグ             | 地域リーグ             | 地域リーグ             |
| 5      | 九州SL                 | 四国SL                 | 中国SL                 | 関西SL                 | 東海SL                 | 北信越FL               | 関東SL                 | 東北SL                 | 北海道SL               |                        |
| 6      | 都道府県リーグ         | 都道府県リーグ         | 都道府県リーグ         | 都道府県リーグ         | 都道府県リーグ         | 都道府県リーグ         | 都道府県リーグ         | 都道府県リーグ         | 都道府県リーグ         | 都道府県リーグ         |

#### 女子（一般）
| レベル | リーグ            | リーグ            | リーグ            | リーグ            | リーグ            | リーグ            | リーグ            | リーグ            | リーグ            |
| ------ | ----------------- | ----------------- | ----------------- | ----------------- | ----------------- | ----------------- | ----------------- | ----------------- | ----------------- |
| 1      | WEリーグ          | WEリーグ          | WEリーグ          | WEリーグ          | WEリーグ          | WEリーグ          | WEリーグ          | WEリーグ          | WEリーグ          |
| 2      | なでしこリーグ1部 | なでしこリーグ1部 | なでしこリーグ1部 | なでしこリーグ1部 | なでしこリーグ1部 | なでしこリーグ1部 | なでしこリーグ1部 | なでしこリーグ1部 | なでしこリーグ1部 |
| 3      | なでしこリーグ2部 | なでしこリーグ2部 | なでしこリーグ2部 | なでしこリーグ2部 | なでしこリーグ2部 | なでしこリーグ2部 | なでしこリーグ2部 | なでしこリーグ2部 | なでしこリーグ2部 |
| 4      | 地域リーグ        | 地域リーグ        | 地域リーグ        | 地域リーグ        | 地域リーグ        | 地域リーグ        | 地域リーグ        | 地域リーグ        | 地域リーグ        |
| 4      | 九州WSL           | 四国WSL           | 中国WSL           | 関西WSL           | 東海WSL           | 北信越WSL         | 関東WSL           | 東北WSL           | 北海道WSL         |
| 5      | 都道府県リーグ    | 都道府県リーグ    | 都道府県リーグ    | 都道府県リーグ    | 都道府県リーグ    | 都道府県リーグ    | 都道府県リーグ    | 都道府県リーグ    | 都道府県リーグ    |

#### 男子（2種）
| レベル | リーグ                    | リーグ                    | リーグ                    | リーグ                    | リーグ                    | リーグ                    | リーグ                    | リーグ                    | リーグ                    | リーグ                    |
| ------ | ------------------------- | ------------------------- | ------------------------- | ------------------------- | ------------------------- | ------------------------- | ------------------------- | ------------------------- | ------------------------- | ------------------------- |
| 1      | プレミアリーグ            | プレミアリーグ            | プレミアリーグ            | プレミアリーグ            | プレミアリーグ            | プレミアリーグ            | プレミアリーグ            | プレミアリーグ            | プレミアリーグ            | プレミアリーグ            |
| 1      | プレミアリーグ ファイナル |                           |                           |                           |                           |                           |                           |                           |                           |                           |
| 1      | WEST                      | WEST                      | WEST                      | WEST                      | WEST                      | EAST                      | EAST                      | EAST                      | EAST                      | EAST                      |
| —      | プレミアリーグ プレーオフ | プレミアリーグ プレーオフ | プレミアリーグ プレーオフ | プレミアリーグ プレーオフ | プレミアリーグ プレーオフ | プレミアリーグ プレーオフ | プレミアリーグ プレーオフ | プレミアリーグ プレーオフ | プレミアリーグ プレーオフ | プレミアリーグ プレーオフ |
| 2      | プリンスリーグ            | プリンスリーグ            | プリンスリーグ            | プリンスリーグ            | プリンスリーグ            | プリンスリーグ            | プリンスリーグ            | プリンスリーグ            | プリンスリーグ            | プリンスリーグ            |
| 2      | PL九州                    | PL四国                    | PL中国                    | PL関西                    | PL東海                    | PL東海                    | PL北信越                  | PL関東                    | PL東北                    | PL北海道                  |
| 3      | 都道府県リーグ            | 都道府県リーグ            | 都道府県リーグ            | 都道府県リーグ            | 都道府県リーグ            | 都道府県リーグ            | 都道府県リーグ            | 都道府県リーグ            | 都道府県リーグ            | 都道府県リーグ            |

### フットサル

#### 男子
| レベル | リーグ   | リーグ   | リーグ   | リーグ   | リーグ   | リーグ   | リーグ   | リーグ   | リーグ   | リーグ   |
| ------ | -------- | -------- | -------- | -------- | -------- | -------- | -------- | -------- | -------- | -------- |
| 1      | F1リーグ | F1リーグ | F1リーグ | F1リーグ | F1リーグ | F1リーグ | F1リーグ | F1リーグ | F1リーグ | F1リーグ |
| 2      | F2リーグ | F2リーグ | F2リーグ | F2リーグ | F2リーグ | F2リーグ | F2リーグ | F2リーグ | F2リーグ | F2リーグ |
| 3      |          |          |          |          |          |          |          |          |          |          |
| 4      |          |          |          |          |          |          |          |          |          |          |
| 5      |          |          |          |          |          |          |          |          |          |          |
| 6      |          |          |          |          |          |          |          |          |          |          |

#### 女子
| レベル | リーグ      | リーグ      | リーグ      | リーグ      | リーグ      | リーグ      | リーグ      | リーグ      | リーグ      | リーグ      |
| ------ | ----------- | ----------- | ----------- | ----------- | ----------- | ----------- | ----------- | ----------- | ----------- | ----------- |
| 1      | 女子Fリーグ | 女子Fリーグ | 女子Fリーグ | 女子Fリーグ | 女子Fリーグ | 女子Fリーグ | 女子Fリーグ | 女子Fリーグ | 女子Fリーグ | 女子Fリーグ |
| 2      |             |             |             |             |             |             |             |             |             |             |
| 3      |             |             |             |             |             |             |             |             |             |             |
| 4      |             |             |             |             |             |             |             |             |             |             |
| 5      |             |             |             |             |             |             |             |             |             |             |
| 6      |             |             |             |             |             |             |             |             |             |             |

## 大会と大会結果
日本サッカー協会（JFA）の主催 / 共催大会を記載する。

### 国際大会

#### ナショナルチーム

##### A代表 / U-23代表 / 女子A代表
| 名称                                |                  | 前回優勝（回数） |
| キリンカップサッカー 2022（詳細）   | チュニジア（初） |                  |
| キリンチャレンジカップ 2025（詳細） | ―                |                  |
| 女子                                |                  |                  |
| MS＆ADカップ 2025（詳細）           |                  | ―                |

##### U-20代表 / U-17代表
| 名称                                              |                           | 前回優勝（回数） |
| SBSカップ 国際ユースサッカー 2025（詳細）         | U-18アルゼンチン代表（2） |                  |
| 国際ユースサッカーin新潟 2025（詳細）             | U-17日本代表              |                  |
| U-16インターナショナルドリームカップ 2025（詳細） | U-16日本代表（5）         |                  |

#### クラブチーム

##### 1種 (一般)
| 名称                                                      |  | 前回優勝（回数） |
| Jリーグカップ/コパ・スダメリカーナ王者決定戦 2019（詳細） |  |                  |
| さいたまシティカップ 2022（詳細）                         |  |                  |

##### 2種 (高校生年代)
| 名称                                               |  | 前回優勝（回数） |
| Jリーグインターナショナルユースカップ 2025（詳細） |  |                  |

### 国内大会

#### 1種 (一般)
| 名称                                               | ウェブサイト |                                | 前回優勝           | 回数      |  | 最新シーズン |
| リーグ戦                                           |              |                                |                    |           |  |              |
| J1リーグ                                           | Jリーグ公式  |                                | ヴィッセル神戸     | 2         |  | 2025 詳細    |
| J2リーグ                                           | Jリーグ公式  | 清水エスパルス                 | 初                 | 2025 詳細 |  |              |
| J3リーグ                                           | Jリーグ公式  | RB大宮アルディージャ           | 初                 | 2025 詳細 |  |              |
| 日本フットボールリーグ（JFL）                      | JFL公式      | 栃木シティFC                   | 初                 | 2025 詳細 |  |              |
| カップ戦                                           |              |                                |                    |           |  |              |
| スーパーカップ (日本サッカー)                      | Jリーグ公式  |                                | サンフレッチェ広島 | 5         |  | 2025 詳細    |
| 天皇杯 JFA 全日本サッカー選手権大会                | JFA公式      | ヴィッセル神戸                 | 2                  | 2025 詳細 |  |              |
| 国民スポーツ大会(サッカー競技)                     | JFA公式      | 成年男子                       | 成年男子           | 2025 詳細 |  |              |
| 国民スポーツ大会(サッカー競技)                     | JFA公式      | ―                              | ―                  | 2025 詳細 |  |              |
| 国民スポーツ大会(サッカー競技)                     | JFA公式      | 少年男子                       |                    | 2025 詳細 |  |              |
| 国民スポーツ大会(サッカー競技)                     | JFA公式      | 広島県                         | 2                  | 2025 詳細 |  |              |
| 全国地域サッカーチャンピオンズリーグ（プレーオフ） | JFA公式      | 飛鳥FC（JFLへ昇格）            | 初                 | 2025 詳細 |  |              |
| 全国クラブチームサッカー選手権大会                 | JFA公式      | 古河シティFC                   | 初                 | 2025 詳細 |  |              |
| 全国社会人サッカー選手権大会                       | JFA公式      | JAPANサッカーカレッジ          | 初                 | 2025 詳細 |  |              |
| 全国自治体職員サッカー選手権大会                   | JFA公式      | 藤枝市役所                     | 35                 | 2025 詳細 |  |              |
| 全国自衛隊サッカー大会                             | JFA公式      | 海自厚木マーカス               | 21                 | 2025 詳細 |  |              |
| 日本スポーツマスターズ(サッカー競技)               | JFA公式      | O-35埼玉県選抜                 | 初                 | 2025 詳細 |  |              |
| 全日本大学サッカー選手権大会                       | JFA公式      | 東洋大学                       | 初                 | 2025 詳細 |  |              |
| 総理大臣杯 全日本大学サッカートーナメント          | JFA公式      | 阪南大学                       | 3                  | 2025 詳細 |  |              |
| デンソーカップチャレンジサッカー                   | JFA公式      | 関東選抜B                      | 4                  | 2025 詳細 |  |              |
| 全国高等専門学校サッカー選手権大会                 | JFA公式      | 呉工業高等専門学校             | 2                  | 2025 詳細 |  |              |
| 全国専門学校サッカー選手権                         | JFA公式      | 履正社スポーツ専門学校北大阪校 | 6                  | 2025 詳細 |  |              |

#### 2種 (高校生年代)
| 名称                                     | ウェブサイト                 |                  | 前回優勝             | 回数      |  | 最新シーズン |
| リーグ戦                                 |                              |                  |                      |           |  |              |
| 高円宮杯 JFA U-18サッカープレミアリーグ  | JFA公式                      |                  | 熊本県立大津高等学校 | 初        |  | 2025 詳細    |
| 高円宮杯 JFA U-18サッカープリンスリーグ  | JFA公式                      | —                | —                    | 2025 詳細 |  |              |
| カップ戦                                 |                              |                  |                      |           |  |              |
| NEXT GENERATION MATCH                    | Jリーグ公式 富士フイルム公式 |                  | 日本高校サッカー選抜 | 5         |  | 終了         |
| 全国高等学校サッカー選手権大会           | JFA公式                      | 前橋育英高等学校 | 2                    | 2025 詳細 |  |              |
| 全国高等学校総合体育大会(サッカー競技)   | JFA公式                      | 昌平高等学校     | 初                   | 2025 詳細 |  |              |
| 全国高等学校定時制通信制サッカー大会     | JFA公式                      | 星槎国際立川     | 初                   | 2025 詳細 |  |              |
| 日本クラブユースサッカー選手権(U-18)大会 | JFA公式                      | ガンバ大阪       | 5                    | 2025 詳細 |  |              |
| 国民スポーツ大会(サッカー競技)           | JFA公式                      | 広島県           | 2                    | 2025 詳細 |  |              |

#### 3種 (中学生年代)
| 名称                                                    | ウェブサイト |                          | 前回優勝                 | 回数      |  | 最新シーズン |
| リーグ戦                                                |              |                          |                          |           |  |              |
| U-13地域サッカーリーグ                                  | JFA公式      |                          | —                        | —         |  | 2025 詳細    |
| カップ戦                                                |              |                          |                          |           |  |              |
| 高円宮杯 JFA 全日本U-15サッカー選手権大会               | JFA公式      |                          | 浦和レッズジュニアユース | 3         |  | 2025 詳細    |
| 全国中学校体育大会／全国中学校サッカー大会              | JFA公式      | 神村学園中等部           | 3                        | 2025 詳細 |  |              |
| 日本クラブユースサッカー選手権(U-15)大会                | JFA公式      | 川崎フロンターレU-15生田 | 初                       | 2025 詳細 |  |              |
| メニコンカップ 日本クラブユースサッカー東西対抗戦(U-15) | JFA公式      | ALL EAST                 |                          | 2025 詳細 |  |              |

#### 4種 (小学生年代)
| 名称                             | ウェブサイト |  | 前回優勝               | 回数 |  | 最新シーズン |
| カップ戦                         |              |  |                        |      |  |              |
| JFA 全日本U-12サッカー選手権大会 | JFA公式      |  | 東京ヴェルディジュニア | 4    |  | 2025 詳細    |

#### 女子
| 名称                                           | ウェブサイト       |                                    | 前回優勝                       | 回数      |  | 最新シーズン |
| リーグ戦                                       |                    |                                    |                                |           |  |              |
| WEリーグ                                       | WEリーグ公式       |                                    | 日テレ・東京ヴェルディベレーザ | 初        |  | 2024-25 詳細 |
| なでしこリーグ1部                              | なでしこリーグ公式 | ヴィアマテラス宮崎                 | 初                             | 2025 詳細 |  |              |
| なでしこリーグ2部                              | なでしこリーグ公式 | 岡山湯郷Belle                      | 初                             | 2025 詳細 |  |              |
| JFA U-15女子サッカーリーグ                     | JFA公式            | —                                  | —                              | 2025 詳細 |  |              |
| カップ戦                                       |                    |                                    |                                |           |  |              |
| WEリーグカップ                                 | WEリーグ公式       |                                    | サンフレッチェ広島レジーナ     | 2         |  | 2025-26 詳細 |
| 皇后杯 JFA 全日本女子サッカー選手権大会        | JFA公式            | 浦和レッドダイヤモンズ・レディース | 2                              | 2025 詳細 |  |              |
| JFA 全日本O-30女子サッカー大会                 | JFA公式            | シュピニー大阪                     | 初                             | 2025 詳細 |  |              |
| JFA O-40女子サッカーオープン大会               | JFA公式            | 小平サッカークラブ                 |                                | 2025 詳細 |  |              |
| 全日本大学女子サッカー選手権大会               | JFA公式            | 日本体育大学                       | 19                             | 2025 詳細 |  |              |
| JFA U-18女子サッカーファイナルズ               | JFA公式            | 日テレ・東京ヴェルディメニーナ     | 2                              | 2025 詳細 |  |              |
| JFA 全日本U-18女子サッカー選手権大会           | JFA公式            | 日テレ・東京ヴェルディメニーナ     | 11                             | 2025 詳細 |  |              |
| 高円宮妃杯 JFA全日本U-15女子サッカー選手権大会 | JFA公式            | セレッソ大阪ヤンマーガールズU-15   | 2                              | 2025 詳細 |  |              |
| 全日本高等学校女子サッカー選手権大会           | JFA公式            | 藤枝順心高等学校                   | 8                              | 2025 詳細 |  |              |
| 全国高等学校総合体育大会(サッカー競技)         | JFA公式            | 藤枝順心高等学校                   | 3                              | 2025 詳細 |  |              |
| 国民スポーツ大会(サッカー競技)                 | JFA公式            | 成年女子                           | 成年女子                       | 2025 詳細 |  |              |
| 国民スポーツ大会(サッカー競技)                 | JFA公式            | 広島県                             | 初                             | 2025 詳細 |  |              |
| 国民スポーツ大会(サッカー競技)                 | JFA公式            | 少年女子                           |                                | 2025 詳細 |  |              |
| 国民スポーツ大会(サッカー競技)                 | JFA公式            | 静岡県                             | 初                             | 2025 詳細 |  |              |
| 日本クラブユース女子サッカー大会（U-18）       | JFA公式            | 日テレ・東京ヴェルディメニーナ     | 2                              | 2025 詳細 |  |              |

#### シニア
| 名称                                           | ウェブサイト |                    | 前回優勝  | 回数      |  | 最新シーズン |
| カップ戦                                       |              |                    |           |           |  |              |
| JFA 全日本O-40サッカー大会                     | JFA公式      |                    | FC.西武台 | 初        |  | 2025 詳細    |
| JFA 全日本O-50サッカー大会                     | JFA公式      | T・ドリームス50    | 2         | 2025 詳細 |  |              |
| JFA 全日本O-60サッカー大会                     | JFA公式      | T Dreams-60        | 初        | 2025 詳細 |  |              |
| JFA 全日本O-70サッカー大会                     | JFA公式      | 兵庫県シニア70選抜 |           | 2025 詳細 |  |              |
| 全国健康福祉祭サッカー交流大会(ねんりんピック) | JFA公式      |                    |           | 2025 詳細 |  |              |

#### フットサル
| 名称                                                | ウェブサイト    |                                | 前回優勝                         | 回数         |  | 最新シーズン |
| リーグ戦                                            |                 |                                |                                  |              |  |              |
| F1リーグ（Fリーグ）                                 | Fリーグ公式     |                                |                                  |              |  | 2025-26 詳細 |
| F2リーグ（Fリーグ）                                 | Fリーグ公式     | ボアルース長野                 | 2                                | 2025-26 詳細 |  |              |
| リーグ戦（女子）                                    |                 |                                |                                  |              |  |              |
| 女子Fリーグ                                         | 女子Fリーグ公式 |                                | バルドラール浦安ラス・ボニータス | 5            |  | 2025-26 詳細 |
| カップ戦                                            |                 |                                |                                  |              |  |              |
| Fリーグ オーシャンカップ                            | Fリーグ公式     |                                | 名古屋オーシャンズ               | 11           |  | 2025 詳細    |
| JFA 全日本フットサル選手権大会                      | JFA公式         | 名古屋オーシャンズ             | 7                                | 2025 詳細    |  |              |
| JFA 全日本女子フットサル選手権大会                  | JFA公式         | SWHレディース西宮              | 3                                | 2025 詳細    |  |              |
| 自衛隊女子フットサル大会                            | JFA公式         | NICCA（空自千歳）              |                                  | 2025 詳細    |  |              |
| 全日本大学フットサル大会                            | JFA公式         | 大阪成蹊大学フットサル部       | 3                                | 2025 詳細    |  |              |
| JFA 全日本U-18フットサル選手権大会                  | JFA公式         | フウガドールすみだファルコンズ | 初                               | 2025 詳細    |  |              |
| JFA 全日本U-15フットサル選手権大会                  | JFA公式         | 長岡JYFC                       | 6                                | 2026 詳細    |  |              |
| JFA 全日本U-15女子フットサル選手権大会              | JFA公式         | 京都精華学園中学校             | 初                               | 2026 詳細    |  |              |
| JFA バーモントカップ 全日本U-12フットサル選手権大会 | JFA公式         | 戸塚FCジュニア                 | 初                               | 2025 詳細    |  |              |

#### ビーチサッカー
| 名称                         | ウェブサイト |  | 前回優勝     | 回数 |  | 最新シーズン |
| カップ戦                     |              |  |              |      |  |              |
| JFA 全日本ビーチサッカー大会 | JFA公式      |  | レーヴェ横浜 | 初   |  | 2025 詳細    |

## スポンサー
日本A代表などの各種代表及び各年代別代表のJFA公式スポンサーには、2015年から2022年までは「オフィシャル（公式）パートナー」、「オフィシャル（公式）サプライヤー」、「サポーティングカンパニー」、「アパレルプロバイダー」、「プロバイダー」の5つのカテゴリーがあり、一業種一社という規定が存在していた。JFA公式スポンサーの企業のロゴは、日本代表戦のピッチの看板や日本代表選手の練習着及びビブス、さらにJFA主催大会や各種事業、JFA公式HPや公式SNS等でアピールされる。また、スタジアムの大型ビジョンでCM映像を流したり、日本代表監督及び日本代表選手の肖像を各社のマーケティングに使用したりする権利を持つことができる。さらに、JFA活動の放映権及びマーケティング・宣伝等に携わる「マーケティングパートナー」がある。
JFA収入(経常収益)の内訳は、大きく分けて「基本財産運用益」とサッカー、フットサル、ビーチサッカーの選手及びチーム及び審判がJFAに納める「登録料」と大きな収入の柱の「事業収益」とFIFA、JOC、toto等からの助成金の「受け取り補助金等」と日本サッカー協会ビル(JFAハウス)の賃貸事業(空いている部屋の貸し出し)等の「雑収益」の５つである。このうち「事業収益」は、日本代表戦のTV放送権料、チケット収入、スポンサーからの大会ボーナス、大会賞金等の「代表関連事業収益」(年代別からA代表・男女・各種の全ての日本代表)、日本代表戦を除くJFA主催の大会・試合のスポンサー収入・TV放送権料・チケット収入等の「競技会開催事業収益」、スポンサー収入、講習会等参加料等の「指導普及事業収益」、JFA NEWS等の「機関紙収益」、上記の日本代表戦の公式スポンサー収入とゲームソフト・グッズ販売等のロイヤリティ収入、検定料等収入を合わせた「事業関連収益」、Ｊリーグ開催に伴う納付金等の「競技会収益」、東日本大震災及び熊本地震復興支援活動や国連グローバル・コンパクトなどの「社会貢献事業収益」、日本サッカーミュージアム運営事業の「ミュージアム運営事業収益」、選手・チーム等のオンライン登録（JFAスクエア、KICKOFF等）及び地域・都道府県サッカー協会とのオンラインシステムの維持・開発に関わる事業の「登録事業収益」の9つからなる。
JFA収入(経常収益)の内、最大の収入は、「事業関連収益」(日本代表戦の公式スポンサー収入とゲームソフト・グッズ販売等のロイヤリティ収入、検定料等収入)で、2017年（平成29年）度では95億5859万7374円で、収入（経常収益）の約49%を占めている。2番目が「代表関連事業収益」（年代別からA代表・男女・各種の全ての日本代表のTV放送権料、チケット収入、スポンサーからの大会ボーナス、大会賞金等）で、2017年度では23億4528万966円で約12％、3番目が「登録料」(サッカー、フットサル、ビーチサッカーの選手及びチーム及び審判)で、2017年度では20億6385万8600円で約10.6％、4番目が「競技会開催事業収益」（天皇杯や育成年代大会等の日本代表試合を除くJFA主催の大会・試合のスポンサー収入・TV放送権料・チケット収入等）で2017年度18億9332万7107円で約10％、5番目が「受け取り補助金等」で2017年度で14億3335万437円で約7％となっている。財政が苦しかった時代、JFAの重要な収入の柱だった「登録料」は、今は2017年度では20億6385万8600円で、3番目の収入源となっている。
なお、以下の契約企業は2024年11月現在 のものである。

### オフィシャルパートナー
オフィシャルパートナーとは、全ての各種サッカー日本代表及び全ての年代のサッカー日本代表の最上位のスポンサー並びにJFAが主催する大会（主に天皇杯/皇后杯、高円宮杯など）のほか、選手・指導者、審判の養成さらにグラスルーツなど全ての事業を支援するカテゴリーのことである。2023年1月現在、1978年（昭和53年）ジャパンカップ（現: キリンカップサッカー）から長年のスポンサーであるキリン（キリンビール、キリンビバレッジ以下キリングループ）と1995年より公式スポンサーとなった のち、2007年（平成19年）4月から8年間で推定総額120億円（年間15億円）で契約。2014年5月25日、JFAとキリングループが対等な関係で、サッカーの普及・促進に寄与していくという意志を込め、名称を従来の「オフィシャルスポンサー」から「オフィシャルパートナー」に変更した上で、2015年4月1日から2022年12月31日まで(7年9か月)契約を更新。その後2023年1月より契約対象をJFAの全事業に拡大、「JFAオフィシャルパートナー」として2030年までの長期契約を締結した。
契約中
2023年1月現在
- キリンホールディングス（1995年 - 2030年12月31日）[87]

### オフィシャルサプライヤー
オフィシャル（公式）サプライヤーとは、ユニホームなどの用具類などを提供する全ての各種サッカー日本代表及び全ての年代のサッカー日本代表の最上位のスポンサーのカテゴリーのことである。アディダスジャパンと2007年4月から向こう8年間で総額160億円（年間20億円）で契約していた が、2014年11月5日に、2015年4月1日から2023年3月末までの8年間で契約金は1年30億円、8年合計240億円でボーナスや物品提供を含めると250億円超という契約更新で同意したと報じられた。しかし実際に2015年4月1日に更新した際には、契約内容は発表されなかった。
契約中
2023年1月現在
- アディダスジャパン（1999年 - 2030年12月31日）

### メジャーパートナー
メジャーパートナーとは、2022年までの「サポーティングカンパニー」から協賛対象範囲を拡張したものであり、スポンサー料を支払うことで、各種日本代表戦における広告看板掲出権およびチケットキャンペーン権、日本代表エンブレム、マスコット等の広告・販促活動への使用権を得るほか、選手・指導者、審判の養成さらにグラスルーツなど、JFAの一部事業を支援するカテゴリーのことである。ただし、日本のホームゲームなど日本サッカー協会がマーケティング権を完全に保有する試合のみに適用される。このカテゴリーが定められた当初、定数は5社だったが、徐々に増やし、2015年4月1日時点で定数は最大10社と決められた。現時点（2018年3月10日時点）で未定の2社は決定次第随時発表する。2023年現在契約中の企業及び過去契約していた企業は以下のとおり（括弧内は契約期間）。
契約中
2023年10月現在
- 全日本空輸（2023年2月27日 - 2026年12月31日）
- クレディセゾン（2001年11月5日 - 2030年12月31日）
- KDDI（2016年8月25日 - 2026年12月31日）
- 三井不動産（2023年10月1日 - 2027年3月31日）
- みずほフィナンシャルグループ（2013年4月1日 - 2026年12月31日）
- MS&ADインシュアランスグループホールディングス（2008年5月2日 - 2026年12月31日）
- TOYO TIRES（2021年5月20日 - 2026年12月31日）

以上、全日本空輸と三井不動産を除くパートナー各社は「サポーティングカンパニー」から契約を継続。またMS&ADインシュアランスグループホールディングスは、三井住友海上火災保険時代から継続している。
過去
- 日産自動車（2001年4月 - 2007年3月）
- 大和証券グループ本社（2007年6月 - ?）

当初は「2015年までの契約」とされたが、2011年5月のJFAとアウディジャパンとの契約締結時点でプレスリリースから社名が消えているほか、2012年6月現在日本代表公式サイトからバナーが消滅している。なお契約解除に関する公式発表はされていない。
- ソニーマーケティング（2007年4月1日 - 2015年3月31日）
- アウディジャパン（2011年5月26日 - 2015年3月31日）
- コナミデジタルエンタテインメント（2013年3月25日 - 2015年3月31日）
- 日本航空（1999年 - 2022年12月31日）
- ファミリーマート（2001年4月1日 - 2022年12月31日）
- 朝日新聞社（2007年4月1日 - 2022年12月31日）
- 大東建託（2016年11月1日 - 2022年12月31日）

なお日本航空は、2010年（平成22年）1月19日に同社が会社更生法の適用を東京地裁に申請し受理された事態（倒産）を受けて契約継続が危ぶまれたが、最終的に契約継続となった。
朝日新聞社は、2007年4月1日から日本サッカー協会がマーケティング権を持つ国内での日本代表の試合をサポートする日本代表戦マッチスポンサーだったが、2015年4月1日からサポーティングカンパニーとなった。
ファミリーマートは2016年9月のユニー・ファミリーマートホールディングスの発足に伴い、サークルKおよびサンクス店舗でもPRを実施している。

### ナショナルチームパートナー
ナショナルチームパートナーとは、2023年3月1日より開始した新たな契約カテゴリーであり、男女日本代表や各年代の代表、男女フットサルやビーチサッカー、eスポーツといった全ての代表チームをサポートする。
契約中
2024年1月現在
- アパホテル（2023年3月1日 - 2026年12月31日）
- トヨタ自動車（2024年1月1日 - 2027年12月31日）
- 読売新聞（読売新聞東京本社）（2023年3月21日 - 2026年12月31日）

なお、上記パートナー企業のうちトヨタ自動車はJFAコンペディションパートナー（天皇杯）も支援する。

### ソーシャルバリュー/コンペディションパートナー
ソーシャルバリュー/コンペディションパートナーとは、天皇杯や皇后杯をはじめとしたJFA主催大会の協賛のほか、すべての普及や育成・社会貢献事業が対象の契約カテゴリー。
契約中
- モルテン
- ニチバン

以上2社は旧「JFA Youth & Development Programme（JYD）オフィシャルパートナー」からの支援継続。

### ソーシャルバリューパートナー
ソーシャルバリューパートナーとは、JFA主催大会を除くすべての普及・育成事業のほか、社会貢献事業が対象の契約カテゴリー。
契約中
2024年11月現在
- CPAエクセレントパートナーズ（2024年9月2日 - 現在）
- フジタ
- 花王（アタック、2024年11月28日 - 現在）
- 資生堂（ANESSA、2024年5月21日 - 現在）
- 東亜道路工業

なお、上記パートナー企業のうち花王はJFAサポーターとしても兼任する。

### JFAサポーター
契約中
- グローブ・トロッター（2021年3月15日 - 現在）

サッカー日本代表とU-23日本代表にスーツケースを提供する。
- コナカ（「DIFFERENCE」ブランドのスーツを展開、2023年7月6日 - 現在）

なでしこジャパン(サッカー日本女子代表)にスーツを提供する。
- ウブロ（2015年10月1日 - 現在）（更新しているが、内容と期間未公表）

ウブロの腕時計日本代表モデル「ビッグ・バン ブルー ヴィクトリー」の提供を通じて日本代表チームを支援。また日本代表に3度招集された選手はウブロから、選手名のイニシャルと背番号が裏面に刻印された時計が贈呈される。
- 西川（2015年4月1日 - 現在）（更新しているが、内容と期間未公表）

敷き寝具やオーダーメイド枕、クッションなどの商品提供を通じて日本代表選手達のコンディショニングを眠りの面からサポートする。
- リシュモンジャパン（ダンヒル、2000年 - 現在）（更新しているが、内容と期間未公表）

2000年から毎年契約を継続中。サッカー日本代表とU-23日本代表にスーツを提供する。
- サムソナイト（アメリカンツーリスター、2024年5月23日 - 現在）

なでしこジャパン(サッカー日本女子代表)にスーツケースを提供する。
- ボーネルンド
- CAMPFIRE
- デロイト・トウシュ・トーマツ
- 伊藤超短波（2024年7月23日 - 現在）
- 日本総合研究所
- 株式会社ポケモン（2020年11月13日 - 現在）

旧「JFA Youth & Development Programme（JYD）サポーター」からの支援継続。ストライカーポケモンの「エースバーン」がアンバサダーを務める。

### マーケティングパートナー
マーケティングパートナーとは、JFA活動(主に各日本代表)の放映権及びマーケティング・宣伝等に携わる企業のことである。日本がプロ化する前から広告代理店の電通と契約している。電通とは、テレビ放映権等で2001年頃は約60億円(複数年総額は不明)、2007年から2015年まで8年間総額240億円（1年間30億円）で契約していた。その後の契約については非公開である。2012年時点では、サッカー日本男子A代表の放映権料は1試合当たり1億5000万円である。なお、ワールドカップアジア最終予選の放送権やマーケティング権がJFAにないため(つまり、Ｗ杯アジア最終予選の放送権収入なし)、ワールドカップ本大会前年のJFA収益は下がる傾向にある。

## 関連団体

### 上位組織
| 組織名                      | 組織名                      | 組織名                      | 主催大会               |
| --------------------------- | --------------------------- | --------------------------- | ---------------------- |
| 国際サッカー連盟(FIFA)      | 国際サッカー連盟(FIFA)      | 国際サッカー連盟(FIFA)      | FIFAワールドカップ     |
| ┗                           | アジアサッカー連盟(AFC)     | アジアサッカー連盟(AFC)     | AFCアジアカップ        |
|                             | ┗                           | 東アジアサッカー連盟(EAFF)  | EAFF E-1サッカー選手権 |
| 国際オリンピック委員会(IOC) | 国際オリンピック委員会(IOC) | 国際オリンピック委員会(IOC) | オリンピック           |
| ┣                           | 日本オリンピック委員会(JOC) | 日本オリンピック委員会(JOC) | オリンピック           |
| 日本スポーツ協会(JASA)      | 日本スポーツ協会(JASA)      | 日本スポーツ協会(JASA)      | 国民体育大会           |

※日本体育協会は2018年度から「日本スポーツ協会」に、併せて「国民体育大会」も2023年より「国民スポーツ大会」に改称予定。JOCはJASAからは独立し同格だがIOCの傘下NOC（各国国内委員会）である。またIOCとJOCの中間に地域ごとのNOC集合体の一つであるアジアオリンピック評議会(OCA)があり、アジア競技大会を主催する。

### 下位組織
「格式等」は、天皇杯などJFA直轄大会における出場資格決定に影響を与える。例として、第97回天皇杯は、開催日程が従前よりも大きく変えられたことから、地域によってはアマチュア下位カテゴリーの門戸が閉ざされる形となった。またJリーグ参加クラブも、J1・J2は本大会1回戦シードなのに対し、J3は都道府県予選を勝ち上がらねば本大会を戦うことができないという厳然たる格差がある。
| 組織名                     | 主催大会                   | 格式等             |
| -------------------------- | -------------------------- | ------------------ |
| 日本プロサッカーリーグ     | J1・J2リーグ （JFA共催）   | プロ1部・2部       |
| 日本プロサッカーリーグ     | J3リーグ （JFA共催）       | プロ3部            |
| 日本フットボールリーグ     | JFL （JFA共催）            | アマ1部            |
| 9地域サッカー協会          | 地域リーグ                 | アマ2部（一部3部） |
| 47都道府県サッカー協会     | 都道府県リーグ             | アマ3部以下        |
| 日本女子プロサッカーリーグ | WEリーグ （JFA共催）       | 女子プロ           |
| 日本女子サッカーリーグ     | なでしこリーグ （JFA共催） | 女子アマ1部・2部   |
| 日本フットサルトップリーグ | Fリーグ （JFA共催）        | フットサル         |

### 別組織
組織としては独立しているものの、競技運営上連携して活動する団体を纏めたもの。主に学生競技団体が中心
| 組織名                     | 主催大会         |
| -------------------------- | ---------------- |
| 全国自衛隊サッカー連盟     | 自衛隊サッカー   |
| 全国社会人サッカー連盟     | 社会人サッカー   |
| 全日本大学サッカー連盟     | 大学サッカー     |
| 全日本大学女子サッカー連盟 | 大学サッカー     |
| 全国専門学校サッカー連盟   | 専門学校サッカー |
| 全国高等学校体育連盟       | 高校サッカー     |
| 日本中学校体育連盟         | 中学サッカー     |
| 日本フットサル連盟         | フットサル       |
| 日本ビーチサッカー連盟     | ビーチサッカー   |
| 日本障がい者サッカー連盟   | 障がい者サッカー |

## 財務

### 概要
『公益財団法人』日本サッカー協会（以下JFAか協会と略すことあり）は、日本国内のサッカー及びサッカー文化の普及と促進、A代表などの各種代表及び各年代別代表の代表強化に使うための資金を運用すべく設立を認められた組織である。従って、その目的に沿って資金運用を行っているか公開する義務があるため（公益認定法21条、22条、39条）、JFAの予算及び決算とその活動内容についてはJFA公式ウェブサイト や機関紙で一般公開されている。同協会の予算や決算についてはJFA公式ウェブサイトの理事会報告（収支計算書1992年（平成4年）度頃までは決算書）を参照のこと。株式上場企業が毎年決算発表で公表する財務諸表の損益計算書に該当、日本代表などのJFAの全活動については同ウェブサイト内の事業計画・報告 で閲覧することが出来る。さらに財団法人時代まで日本サッカー協会の監督官庁だった文部科学省に行けば、同協会の財団法人時代（～2012年3月31日）までの財務諸表を全て閲覧することができる。なお、2012年4月1日付で日本サッカー協会は公益財団法人へ移行したため、同日をもって文部科学省から完全に独立した（財務諸表などを文部科学省に届ける必要がなくなった）。前述の通り、JFAが文部科学省から完全に独立し公益財団法人になる以前よりJFAは独立採算制に既になっており、国の税金は一切入っていない。「日本代表グッズ販売」などの収益事業所得に対しての法人税、住民税及び事業税を国に支払っており、2018年度は計1300万円を支払う予定である。2010年現在、サッカーくじtotoから3億円以下程度の助成金が入るようになったが、これは2010年度でJFA全収入の3%以下でしかない（サッカーくじtotoの売上金は、全て運営元の独立行政法人日本スポーツ振興センターに入り、売上金から当選払戻と経費等を除いた収益の4分の1が国庫納付金になり、4分の3がスポーツ振興費として各スポーツ団体等や地方公共団体に助成金として更に分配される）。JFAの予算および決算、その活動 についてはJFA公式ウェブサイト や機関誌で公開されている。
日本政府による公益法人制度改革に伴い、公益認定されJFAは公益財団法人となった。公益財団法人は、予算の50％以上を公益目的の事業に費やす必要がある。公益財団法人はこれまで通り、「日本代表戦やその他JFAが主催する大会等」のJFAの事業は、「サッカー普及活動」という公益目的の事業とみなされ非課税となる。但し、「日本代表グッズ販売」などは収益事業となり利益に対して課税される。「寄付金」は基本的に課税されない。寄付した法人や個人は所得控除が受けられるため、JFAは寄付を受けやすくなる。また、協会直轄の財産と認められるものは、税が軽減される。従って、最終的に、JFAが払う税金は、地方税7万円(利益に関係なく最低限支払う税金)と日本代表グッズ販売などの収益事業所得に対しての法人税等になる。しかし、もし、公益認定されず、一般財団法人となっていた場合には、JFAの全事業に対し、原則30%課税されるため、上記のようなこれまでの税金の優遇はほとんど受けられず、JFAの事業に支障が出ていた。もし、一般財団法人としても認められなかった場合は、株式会社になるしかないが、その場合は、当時のJFAと同じ活動は不可能で、最終的に解散となっていた可能性が高い。株式会社の場合は、税制の優遇は受けられず、法人税30%が課税されるため、毎年のJFA活動費（2011年度JFA支出165億3981万円）を捻出するために、JFAハウスをはじめとした総資産約140億円(2011年)のほとんどを手放し、さらに不採算部門（例:2010年度までの女子サッカーなど）をなくすなどしても、その部門で得ていた収入もなくなるため（寄付金は相手にメリットが全くないので激減あるいは皆無になる）、最終的にはJFAが解散していた可能性が高い。現在（2018年時点）、「日本代表グッズ販売」などの収益事業所得に対しての法人税の他、住民税及び事業税を支払っている（2018年度は、法人税・住民税・事業税計1300万円支払う予定）。

### 後援会

#### 日本サッカー後援会
日本サッカー後援会とは、JFA及び関連団体のサッカー普及活動及び日本代表強化等の諸活動に対して、資金面の援助を行うJFA公認の団体のこと。
日本サッカー後援会は1977年に発足し、2013年4月に一般財団法人化された。所在地は、トヨタ東京ビル。評議員5名、役員12名の計17名で運営され（別組織なので、JFA評議員及び役員とは別の人員で運営）、2018年3月31日時点では会長が荒蒔康一郎、理事長が松本育夫。会員制度は、個人会員が年会費1万5千円、家族会員が年会費1万3千円、法人会員が年会費１口5万円で、会員期間は1年間（1月1日 - 12月31日。途中加入は加入時点から12月31日まで）で、募集期間はだいたい前年の11月6日頃受付開始。特典は日本代表国内試合優先有料販売や代表戦除くJFA主催国内有料試合の自由席への無料入場等。詳細は、JFA公式HPの日本サッカー後援会ページ か日本サッカー後援会公式HP 参照のこと。2012年5月末時点では個人会員が4865人で、法人会員が40社だった。日本サッカー後援会は、2012年6月6日時点までの過去35年間で12億円超の資金援助をJFAに対し行っており、2011年は日本代表に4000万円、なでしこジャパンに1000万円、フットサル日本代表に500万円の支援を行った。2017年度は、JFA、なでしこリーグ、JFL、日本フットサル連盟、日本ビーチサッカー連盟、日本障がい者サッカー連盟、福島県(Jヴィレッジ復興寄付金)の経費支援を行った。

### 助成金
2018年現在、JFA経常収益で5番目の割合(2017年度14億3335万437円で約7％)の「受け取り補助金等」は、「受取補助金等」と「受取寄附金復興支援分」の2つに分かれている。「受取補助金等」は、FIFA及び日本オリンピック委員会（JOC）とサッカーくじtotoからの助成金である。FIFAは、FIFAサッカー発展プロジェクトにより(1999年から2015年までがFIFAゴールプロジェクト、2016年5月9日からはFIFAフォワードプログラム。（国際サッカー連盟#FIFAサッカー発展プロジェクトの項参照）)、助成金をFIFA加盟全協会(2018年211協会)に分配し財政支援している。JFAは、2009年にJヴィレッジ内のJFAメディカルセンター設置の為に、FIFAゴールプロジェクトにより、FIFAから40万USドル（約4000万円）の助成金を受領した(残りの整備費約3億7000万円と運営費及び維持費は、JFA負担)。FIFAフォワードプログラムにより、高円宮杯 JFA U-18サッカープレミアリーグの参加チームの旅費を、FIFAが支援している。また、サッカーくじtotoから3億円以下程度の助成金がJFAに入る。

#### 経緯
1993年（平成5年）のプロ化以前は、協会は長年にわたり赤字続きで自転車操業であった。1970年代後半の財務の規模は10億円に満たず、収入は天皇杯などの競技会開催収入が大部分を占めていた。日本代表海外遠征費を捻出できず、旅行代理店への支払いを手形で行うことがあったほどである。当然、協会から出る給料はなく、会長を始め協会役員は無給で働いていた。協会役員の多くがアマチュア全国リーグ日本サッカーリーグ所属クラブからの出向であり、給料は企業が出していた。従って、役員は経済的余裕がある者しか務まらなかった。なお、会長をはじめ、協会(JFA)役員が無給という状況はプロリーグ化以降も、一部は続いた。2001年ごろ、副会長の下の専務理事が有給となり(会長、副会長は無給)、2002年7月、プロ化後9年目の第10代川淵三郎会長からJFA会長に3000万円ほどの給料が支給されるようになった。また、1969年時点では協会職員は5～6名で、給料は年齢×1000円しかなく、他の職を兼務し、その収入で生計を立てていた。
財政の確立が至上命令だった協会(JFA)は1976年、新日本製鐵社長の平井富三郎を第5代会長に迎えた。平井は本業の社長業で多忙だったため、長沼健専務理事が実質的リーダーとして、さまざまな改革を断行した。協会の運営を円滑に進めるため、古河の経理部門にいた小倉純二を抜擢し、オフィシャルサプライヤー制度を開始。デサント、アシックス、プーマと契約した。1977年に結成した「日本サッカー後援会」 の会費と1978年に開始した個人登録制度（登録料徴収）、国際試合の興行収入、日本体育協会からの補助金と合わせ財政基盤確立をもたらした。1977年(昭和52年)9月ペレの引退試合のために、当時ペレ、ベッケンバウアー、キナーリヤなど世界のスーパースターを擁していたニューヨーク・コスモスが来日し、古河電工（Jリーグのジェフ市原・千葉の前身）、日本代表（日本代表との試合は釜本邦茂日本代表引退試合でもあった。当時は日本代表の試合でも、ほとんどテレビ中継がなかったなか、全国にテレビ中継された）と連戦し、人気を博した。この際に、広告代理店の電通が清涼飲料水のCMに試合の宣伝を乗せ、宣伝費を使わない新手法を編み出し、さらに、一連のゲームを「ペレ・サヨナラゲーム・イン・ジャパン」と名付けるなどした結果、観衆6万5000人と国立競技場が初めて満員になり、7000万円の純益を出した。以降、日本サッカー協会は赤字体質から脱却した。この1977年を境に協会はJリーグ発足直前まで一度も赤字にならず、Jリーグ発足直前の収入は約40億円となった。
また、1978年に開始したジャパンカップが赤字だったため、当時、渋谷区神南の岸記念体育館の一室にあった協会の部屋の窓から線路を挟んで目と鼻の先にかつて本社のあったキリンビールに、長沼が「ああいう（大きな）会社に支援をお願いできないものか」と思案し、当時の同社・小西秀次社長に直談判した。結果、冠スポンサーとなり、同大会は1980年第3回大会からキリンカップサッカーと名称変更となった。以降、キリンホールディングスはJFAの公式スポンサーを続けている。
1993年のJリーグ誕生後、Jリーグにより競技力が向上し、それが日本代表強化につながり、強化されたことで、観客が増加、入場料収入が増大し、日本代表戦のブランド価値が生まれ、それによりスポンサーとテレビ局が集まるという正のサイクルが生まれた結果、収入が飛躍的に増大。例えば、Jリーグの前哨戦Jリーグヤマザキナビスコカップが行われた1992年（平成4年）度収入は約40億円（総資産は14億円程度）であったが、2002年（平成14年）度収入は約125億円と10年で3倍強に増え、2012年（平成24年）度収入は約165億円(総資産は140億円程度)と見込まれるなど、20年で4倍以上に増えた。収入が増えたことで、JFA事務局のある施設はグレードアップし、JFA職員の数も増えた。1992年当初、JFA事務局は渋谷区神南の岸記念体育館の一室を間借りし、JFA職員は15人だったが、2012年ではJFA事務局はJFAハウスというJFA自前のビルにあり、JFA職員は200人超を数える。
2010年（平成22年）度予算は前年度よりも約14億円多い約176億円。南アフリカW杯ベスト4を想定し、FIFAからの賞金（ベスト4賞金1800万ドル〈約16億円〉。全32出場国が受け取るグループリーグ全3試合の出場給は800万ドル〈約7億円〉で、同じく全出場国が受け取る経費が100万ドル（約8837万円）） などの収入約28億円、滞在費などの支出約15億円を計上した。なお、グループリーグ敗退の場合（その場合は、FIFAから貰う賞金はグループリーグ全3試合の出場給と経費のみ）、収入は11億円、支出は9億円と見込まれていた。実際は南アフリカW杯ベスト16で、FIFAから受け取った賞金および経費総額が900万ドルで、南アフリカW杯総収入は約11億円だったが、南アフリカW杯で日本代表選手に支払った給料や賞与（W杯出場権獲得ボーナス除く）が総額約2億5000万円。これにスイスでの事前キャンプの運営費、ベースキャンプ地に設置したメディアセンターの建設費、協会関係者の出張費等を合わせた南アフリカW杯での総支出は12億円で、南アフリカW杯単体としては赤字となり、2010年度決算でも日本サッカー協会は赤字となった。
2011年（平成23年）度決算は、事業活動や投資活動を合わせた収入が165億5227万円、支出が165億3981万円で約1250万円の黒字を計上し、2年ぶりの黒字決算となった。東日本大震災の復興支援で支出が増えたが、なでしこジャパンが出場した2012年2月29日から3月7日に開催のアルガルベ杯など海外遠征のテレビ放映権を国内で販売でき、さらに復興支援寄付のおかげで収入が増えたため、黒字となった。震災の復興支援特別会計は個人寄付や協賛社の寄付、欧州サッカー連盟(UEFA)の義援金などを含めた収入合計が3億5400万円あり、被災地のフットボールセンターや被災クラブの本拠スタジアムの改修などに充てられた。部門別収支では、2011年独女子W杯のFIFAからの優勝賞金100万ドル（2011年7月11日のレートで8013万5千円）のため、女子サッカーが初めてプラスに転じた。
2013年度からは事業年度を3月決算から12月決算に変更した。
2014年度予算では、2014年ブラジルワールドカップのベスト8進出を想定し、ベスト8賞金1400万ドルと大会準備金150万ドル計1550万ドル（約16億5400万円）のFIFAからの収入 を盛り込み、収入約183億7300万円、支出約179億6100万円の収入・支出共に当時の過去最大額で計上したが、2014年Ｗ杯はグループリーグ敗退で終了し、800万ドルと大会準備金150万ドル計950万ドル(約9億6919万円)の収入に留まった。ところが、Ｗ杯関連のロイヤリティ収入が大幅に増加し、予算外だったＷ杯前のコスタリカ戦、ザンビア戦、Ｗ杯後のジャマイカ戦、ブラジル戦の各親善試合4試合の収入と合わせ、収入が予想外に上がった。さらに、U-22アジアカップ（2014年1月開催）、アジア大会、AFC U-19選手権といった各年代別大会が軒並み想定外の低調な成績に終わったことで、選手への大会ボーナス（A男子代表のＷ杯、U-23男子アジア大会）や遠征費などの諸経費が大幅に下がった。最終的には、収入約188億8000万円、支出約167億7000万円となり、皮肉なことに約21億円の黒字となった。
日本代表はロシアワールドカップベスト16の成績だったので、ロシアワールドカップでのFIFAからの収入は、賞金1200万ドル（約13億3009万8000円）と大会準備金150万ドル（約1億6629万3000円）計1350万ドル（約14億9661万円）であった。
2020年5月24日時点では、2018年度決算が正味財産ベースで収入が約234億円（予算比－0.6億円）、支出は224億円（予算比－12億円）で収支ともJFA史上最高額となっている(損益に該当する当期正味増減額は＋9.8億円で予算比＋11億円)。

### 事業
先述したJFAの収入でJFAの全活動の費用（年代別日本代表、フットサル、ビーチサッカーの各日本代表及び大学選抜などの監督他代表スタッフおよびA代表選手の給料（サッカー日本代表#プロ化後、サッカー日本代表#プロ化後 2の項参照）、協会役員及び職員の給料、各日本代表の国内および海外遠征費と滞在費等代表関連事業、1種（年齢制限なし）から育成年代までの競技会開催、JFAアカデミーなどの育成事業や指導者および審判養成やJFAこころのプロジェクト等の指導普及事業等） が賄われている(JFAは独立採算制)。2018年7月26日、2020年東京五輪に出場するU-23日本(2018年時点ではU-21日本)監督の森保一が、日本五輪代表監督を兼任したまま、ロシアＷ杯日本代表コーチから昇格する形で、日本代表監督に年俸約1億5000万円 で4年契約で就任した(なお、東京五輪男子代表監督就任時の年俸は4800万円だった)。日本Ａ代表監督と日本五輪代表監督を兼任するのは、フィリップ・トルシエに次いで2人目で、日本人監督としては初めてである。また、初の外国人日本代表監督のハンス・オフト以降では、Ｗ杯後の新日本代表発足時に日本人監督が就くのは初めてである。
2012年時点で、日本代表の1週間程度の海外遠征費は5000万円程度必要である。
2014年時点では、日本代表が国内親善試合を申し込む際に、JFAが対戦国に支払う出場給は強豪国で2億ないし3億円であり、さらに、移動費（飛行機代含め）、宿泊費等も全てJFAが負担する。例えば、2014年のFIFAランク1位ドイツや同年のFIFAランク9位スペインなどFIFAランク上位国を日本に呼ぶ場合は、上記よりさらに費用がかかるという。
先述の通り、2018年度はロシアＷ杯ベスト8を想定して、収入を234億9001万1千円、支出を236億4764万2千円と収入・支出の両方で過去最大額で計上した。実際は、日本代表はロシアW杯ベスト16の成績だったので、ロシアW杯でのFIFAからの収入は、賞金1200万ドル(約13億3009万8000円)と大会準備金150万ドル(約1億6629万3000円)計1350万ドル(約14億9661万円)であったが、第97回と第98回の2大会分の天皇杯決勝の入場料収入を計上したので競技会開催事業の収入が予算比で増額となり、更に日本代表関連の運営経費や遠征経費の削減に努めたことで日本代表戦関連の支出が抑えられ、2018年度決算は収入が約234億円、支出は224億円と収支ともJFA史上最高額となった。
公益目的事業（サッカー普及振興事業）
以下の活動は「サッカー普及活動」という公益目的事業のため、非課税(以下の事業の記述は、JFA2018年度事業計画書 に基づく)。

#### 日本代表
- 日本A代表

2018年は2018年ロシアＷ杯及び合宿(決勝翌日迄で47日)、親善試合及び合宿6試合(約55日)
- U-23サッカー日本代表

五輪本大会時にU-23日本。予選が1年前なら予選時はU-22日本。2018年はAFC U-23選手権2018及び合宿(準々決勝翌日までで19日)、南米、欧州などの海外遠征3回(計39日)、2018年アジア競技大会及び合宿(22日)
他、U-19日本、U-18日本とU-17日本(今は、直接目指す年代別世界大会が無くても、1年ごとに年代別日本代表を結成)、U-16日本、U-15日本、大学選抜男女別、なでしこジャパン、年代別日本女子代表、フットサル、ビーチサッカーの各日本代表など2018年度は、計20の代表活動がある。

#### 競技会
- 天皇杯全日本サッカー選手権大会等の国内主催大会

JリーグやなでしこリーグやFリーグなど2018年度は20。
- 全国選抜フットサル大会等の国内後援大会

全国自治体職員サッカー選手権大会など2018年度は11。
- AFCチャンピオンズリーグ等の国際競技会（国内開催、派遣）

日本高校選抜欧州遠征など2018年度は8。

#### 指導
- S級コーチ養成講習会等の指導者・審判育成及びサッカー普及活動・国際貢献及び交流、施設整備

各種指導者・審判講習会や公認指導者・審判インストラクターのAFC加盟協会への派遣、JFAサッカー施設整備助成事業などの施設整備など2018年度は146。

#### 社会貢献
- JFAこころのプロジェクト等の社会貢献事業

東日本大震災及び熊本地震復興支援活動や国連グローバル・コンパクトなど2018年度は5。

#### ミュージアム
- blue-ing!の運営

日本サッカー界の歩みを貴重な写真や映像等で振り返ることができるようにしている。また、歴代のトロフィーやメダル、ユニフォームなどを展示。カフェも併設されており、生成AIなど最先端のデジタル体験も可能。
収益事業等
以下の活動は、収益事業の為、収益事業所得に対し課税される。

#### 登録・オンラインシステム
選手・チーム等の登録（JFAスクエア、KICKOFF等） 及び地域・都道府県サッカー協会とのシステムの維持・開発に関わる事業を行う。

## 新国立競技場推進活動
8万人規模（2019年現在日本には一つもない）のスタジアムの新建設案としては、かつて東京都心以外で梅田北ヤードスタジアム構想（大阪）があったが、実現化は停滞した。
小倉純二協会名誉会長は、2012年の新国立競技場 国際デザイン・コンクールの審査員を務めるなど新国立の建設のあり方に深く関わってきた。共に国立競技場将来構想有識者会議の一員だった森喜朗元首相は、小倉名誉会長の叙勲を祝う会に出席するなど親しい関係にある（どちらも早大出身）。
小倉名誉会長は2012年の有識者会議において、2018年のロシア大会が9万人、2022年のカタール大会が86,200人の競技場計画を持つ例を引き合いに、8万人規模の収容人数希望を訴えた。2014年にも「新しい国立競技場ができれば、日本もいい勝負になるかもしれない」と語るなど、新国立を将来のワールドカップ招致の切り札と考えてきた。2015年5月20日、新国立の計画の見直しが検討され日本スポーツ振興センターが「まだ何も決まっていない」と説明した際にも「ウソをつくのはいけない」「大幅な修正は国際的な信用を失う」と現行案通り建設するようにせまった。その一方で、既存の大分スポーツ公園総合競技場や豊田スタジアムを例に挙げ、開閉式スタジアムにおける芝育成の困難さを言及もしていた。
旧国立競技場はサッカー関係者にとって聖地ともいえる場所だが、他のスポーツ関係者と異なってサッカー業界やサッカー系のメディアは口を噤んだ状態を続けた。
安倍晋三首相によるザハ・ハディッド案白紙撤回後の7月28日、大仁邦彌協会会長は「8万人」「臨場感を出すための可動席」と共に、従来要求していた開閉式屋根でなく「観客席を覆う屋根」を遠藤利明五輪相に直訴した。
新国立の計画見直しにおいてスポーツ界では明暗が分かれた。限られた面積の問題のため多くのアスリートが要望していた常設サブトラックの設置は見送られた 一方で、サッカー協会が要望していた8万人規模は維持された。一方、幕張メッセなどで知られる建築家の槙文彦も、競技場の大規模化に苦言を呈した。新国立は陸上に特化し、別途サッカー場は湾岸地区に新設するべきという意見も出ている。協会のスポンサー である朝日新聞は、ザハ案に反対を表明していた専門家の中にもW杯招致を考慮すれば8万人規模の常設席は必要との声があるとした。
8月6日、元女子マラソンの高橋尚子がオリンピック・パラリンピックの遠藤担当相と意見交換をし、高橋は「2020年にタイム（記録）が出せれば、必ずそれは選手にも残るし広がるし、その後も選手が東京のグラウンドで大会をしたいと思うはず」として記録が出やすい競技場とサブトラックの常設化を要望。計画の再考を求めてきた建築家グループも同日に遠藤担当相と意見交換し、大野秀敏は陸上中心かサッカー中心か選ぶように要請。槙は8万人規模では、災害などで避難誘導するのは難しいことを訴えた。
日本での男子W杯開催誘致は早くても19年後と言われ、その頃の客席規模の条件は変更されているかもしれないとの指摘もあった。しかし、8月28日の整備計画では日本サッカー協会の要望を考慮して客席増設で8万人に対応できる形で決着した（東京五輪時の収容人数は6万8千人）。